# Quartier de l'aiguille du Midi
Le quartier de l'aiguille du Midi est un quartier de la commune française de Chamonix-Mont-Blanc, située dans le département de la Haute-Savoie en région Auvergne-Rhône-Alpes.
Ce quartier qui comprend notamment le « village piéton de Chamonix-Sud », est situé sur la rive gauche de l'Arve, au sud de la ville, près de la gare de départ du téléphérique de l'Aiguille du Midi. « Vent de nouveauté au sud, le quartier de l'aiguille du Midi joue la métamorphose » : les importants travaux lancés en 2010 de construction de logements autour de la gare, sous la forme d'un grand complexe, donneront un nouveau visage au quartier, plus vivant et animé qu'auparavant.

## Toponymie
Le nom de ce quartier est dû à la présence de la gare de départ du téléphérique de l'Aiguille du Midi.

## Voies de communications et transports

### Voies routières
Le quartier est directement accessible par la sortie « Chamonix-Sud » de la route nationale 205 (RN 205) surnommée la Route blanche. Cette 2x2 voies constitue un prolongement de l'autoroute A40, surnommée l'autoroute Blanche et s’arrêtant au Fayet, village de la commune de Saint-Gervais-les-Bains.

### Voies ferroviaires

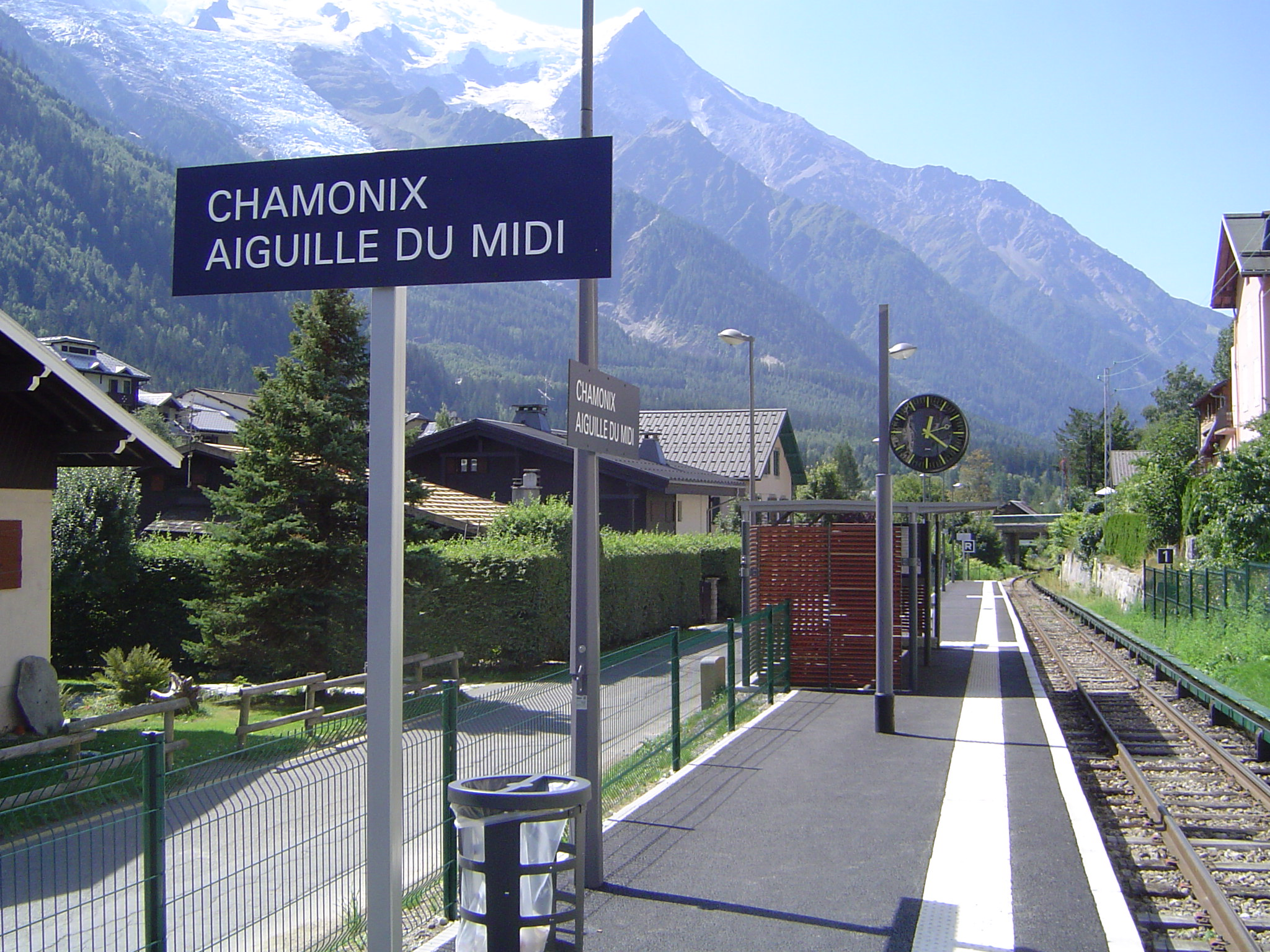
La halte SNCF

Le quartier dispose de la gare SNCF Chamonix - Aiguille du Midi sur la ligne Saint-Gervais - Vallorcine. Cette gare a été mise en service le 6 juillet 2009.

### Transport en commun
C'est dans ce quartier qu'est installée la gare routière des Chamonix-Bus, réseau d'autobus dans la vallée, entre les Houches et Le Tour, mis en place par la communauté de communes de la vallée de Chamonix-Mont-Blanc.
Par ailleurs, une navette gratuite appelée le Mulet qui circule dans la ville de Chamonix-Mont-Blanc toute l'année, dispose de plusieurs arrêts dans ce quartier.

## Urbanisme

### Gare du téléphérique de l'Aiguille du Midi

#### Reconstruction de la gare en 2008
La gare de départ du téléphérique avait été plusieurs fois rénovée depuis sa construction au début des années 1950. En 2006, la Compagnie du Mont-Blanc lance un projet de rénovation et d'agrandissement du bâtiment. La commune propose alors un projet d'urbanisme plus ambitieux et plus complet. Pour cela la commune retient le projet de l'architecte de renom Jean-Michel Wilmotte : style épuré, matériaux naturels et locaux, espaces ouverts favorisant des circulations fluides...
Les travaux de reconstruction de la gare aval ont démarré en 2008 pour se terminer en 2010 pour un coût estimé de 4,5 M€. Le cœur de l'ancien bâtiment datant de 1955 où se fait l'accès aux cabines, déjà rénové à plusieurs reprises, est conservé tandis que la partie la plus récente est démolie. Durant toute cette période, le téléphérique a continué à fonctionner.
Le bâtiment de 2 000 m2 abrite notamment les bureaux de la Compagnie du Mont-Blanc, un espace bar-boutique de 300 m2.
L'esprit de cette rénovation est résolument contemporain, avec des lignes très épurées, mais l'identité montagne a été conservée avec des matériaux comme le granit, la pierre de luzerne, le mélèze.

#### Iconographie

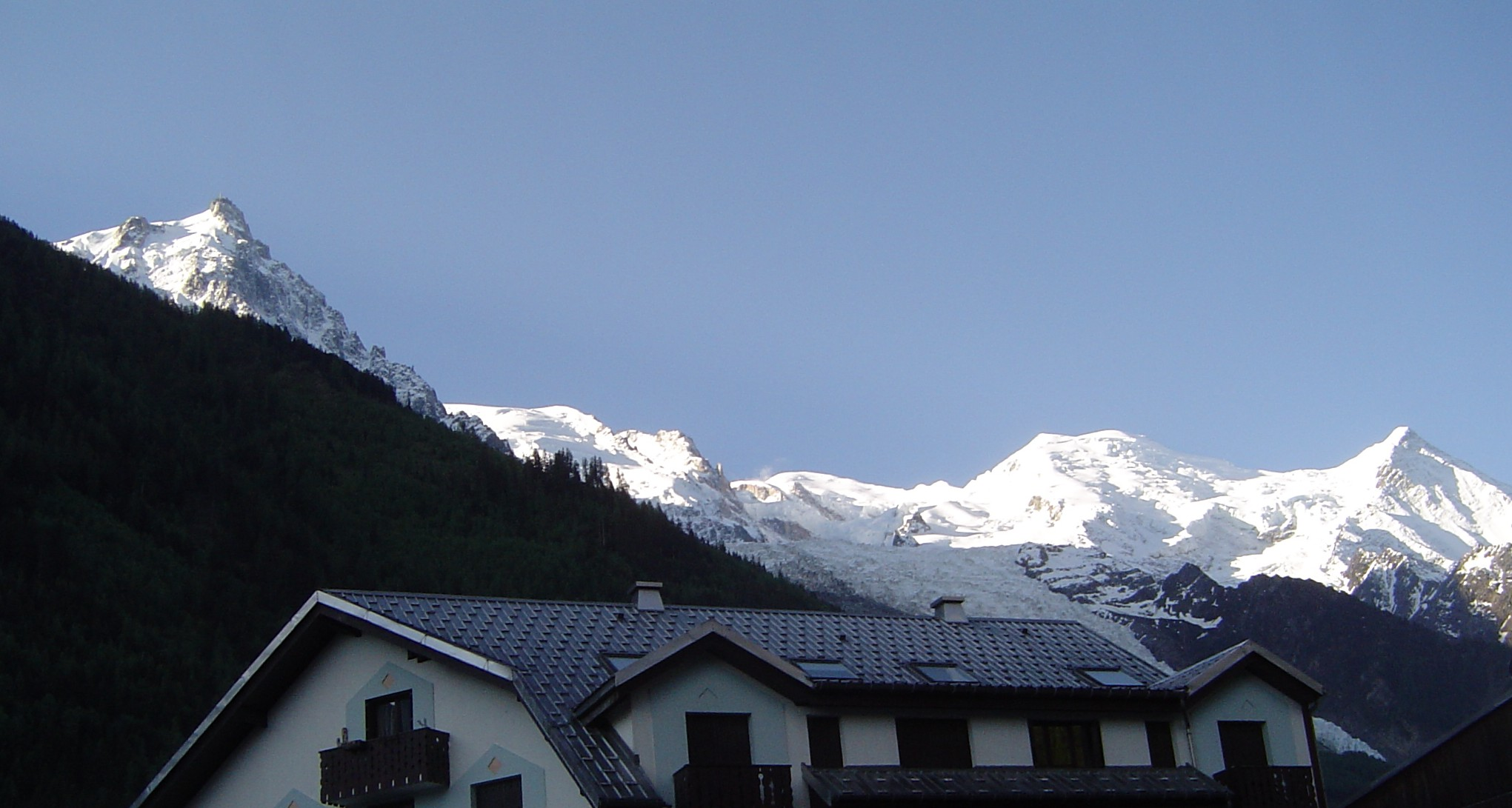
Lever de soleil sur l'aiguille du Midi (à gauche), le mont Blanc (au centre), l'aiguille du goûter (à droite)
vue prise du village piéton

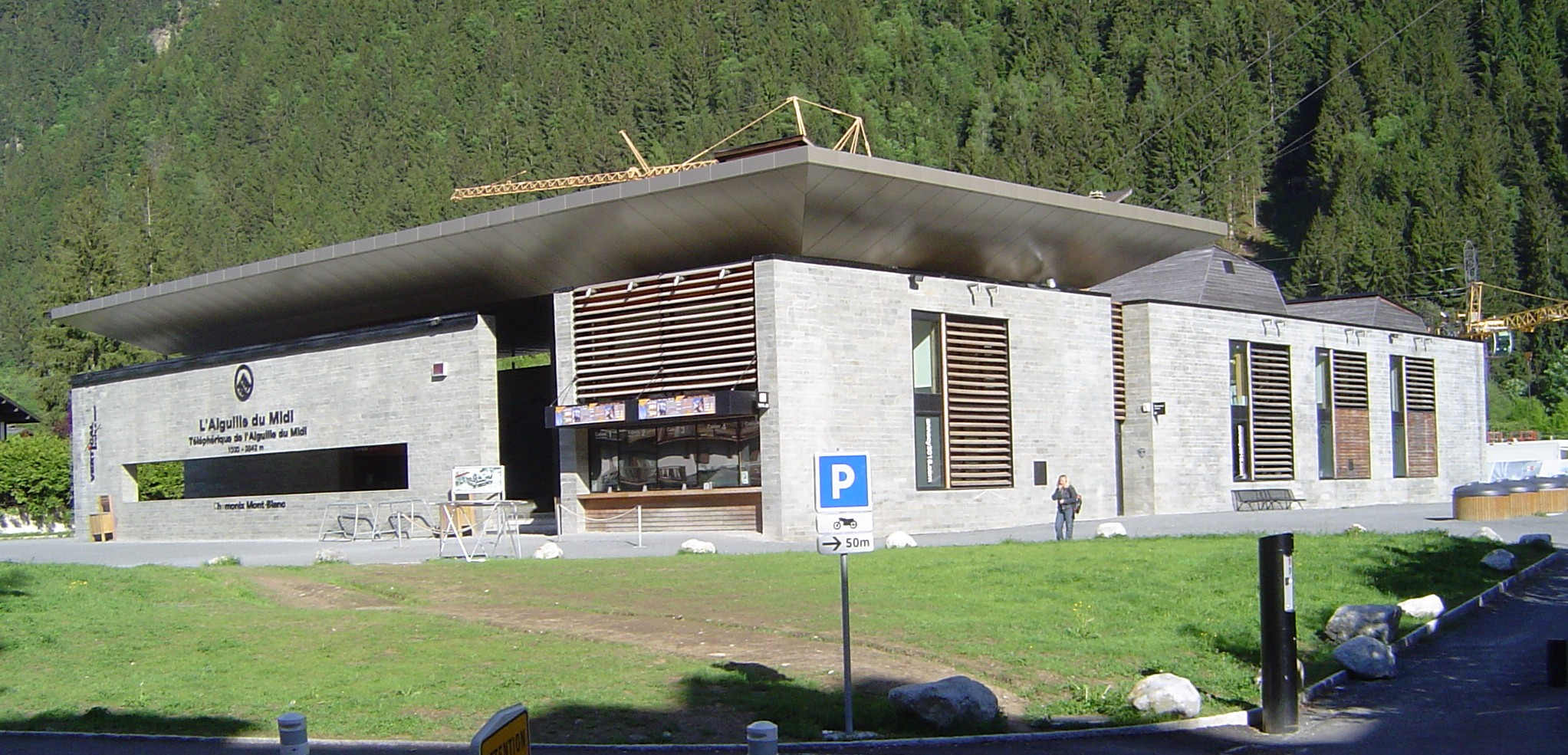
La gare, vue de la rue du Lyret, photo prise le 16 mai 2011.
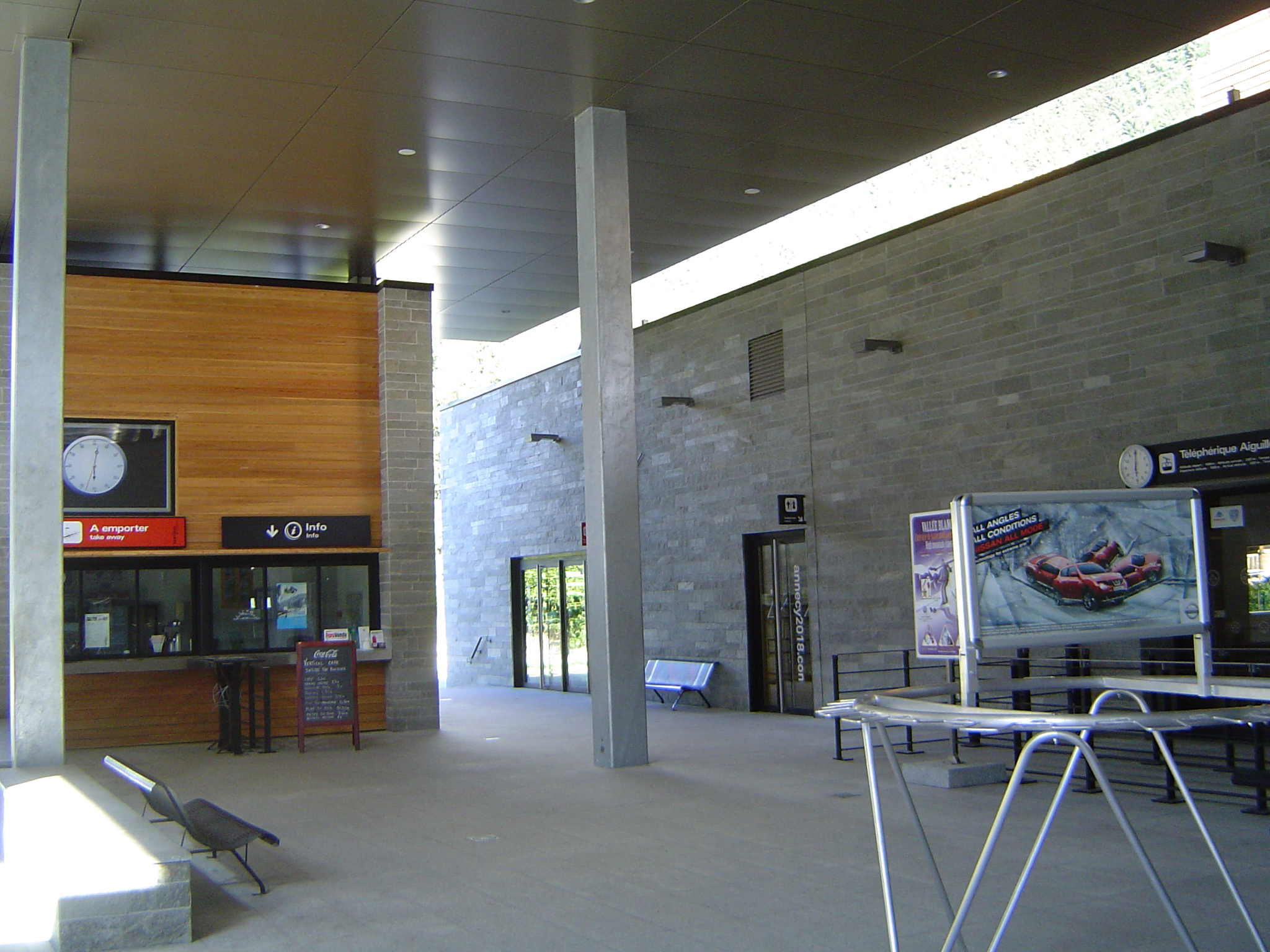
L'intérieur de la gare, photo prise le 16 mai 2011.
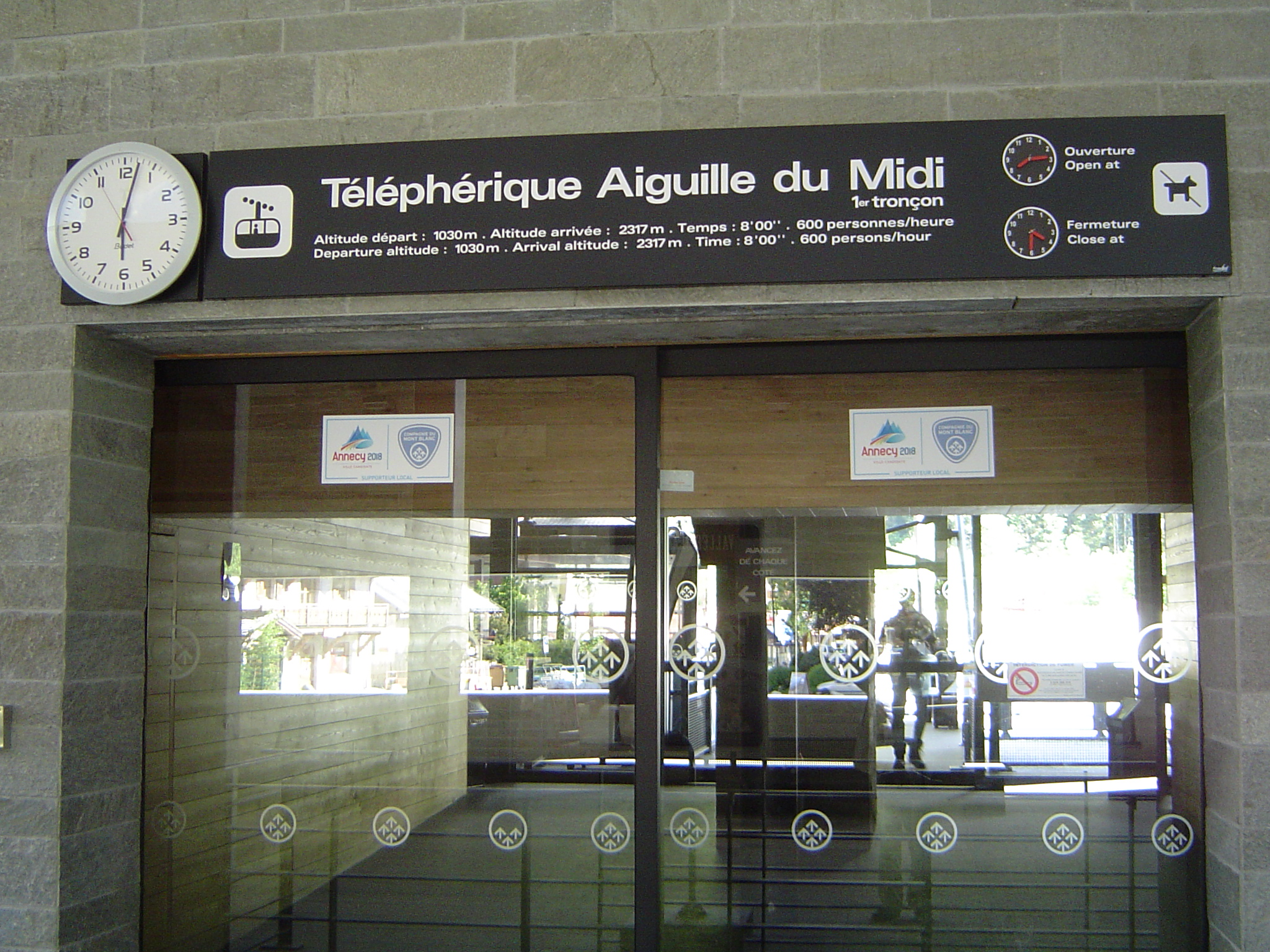
L'intérieur de la gare, photo prise le 16 mai 2011.
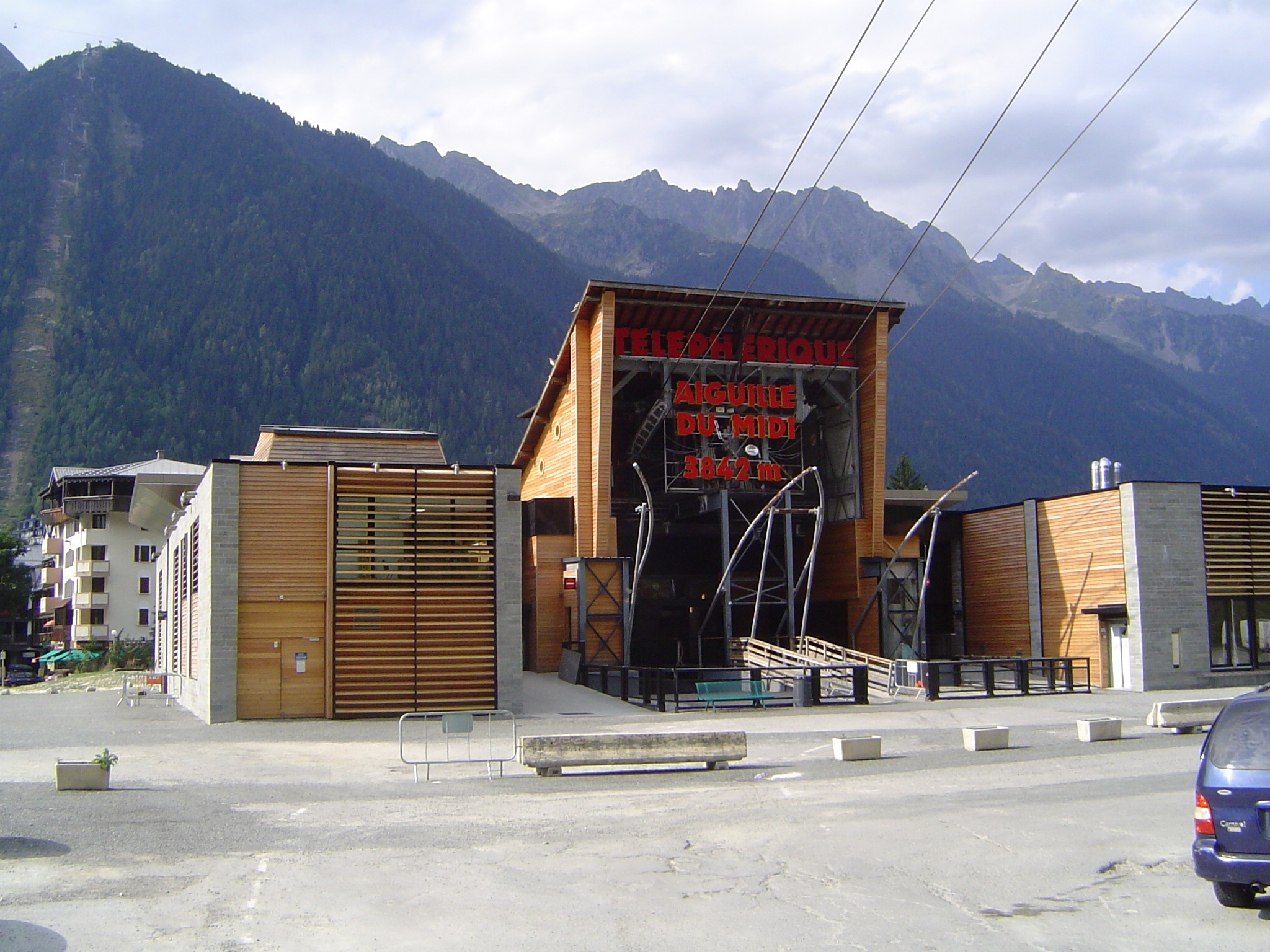
Départ et arrivée des cabines, photo prise le 21 août 2009.
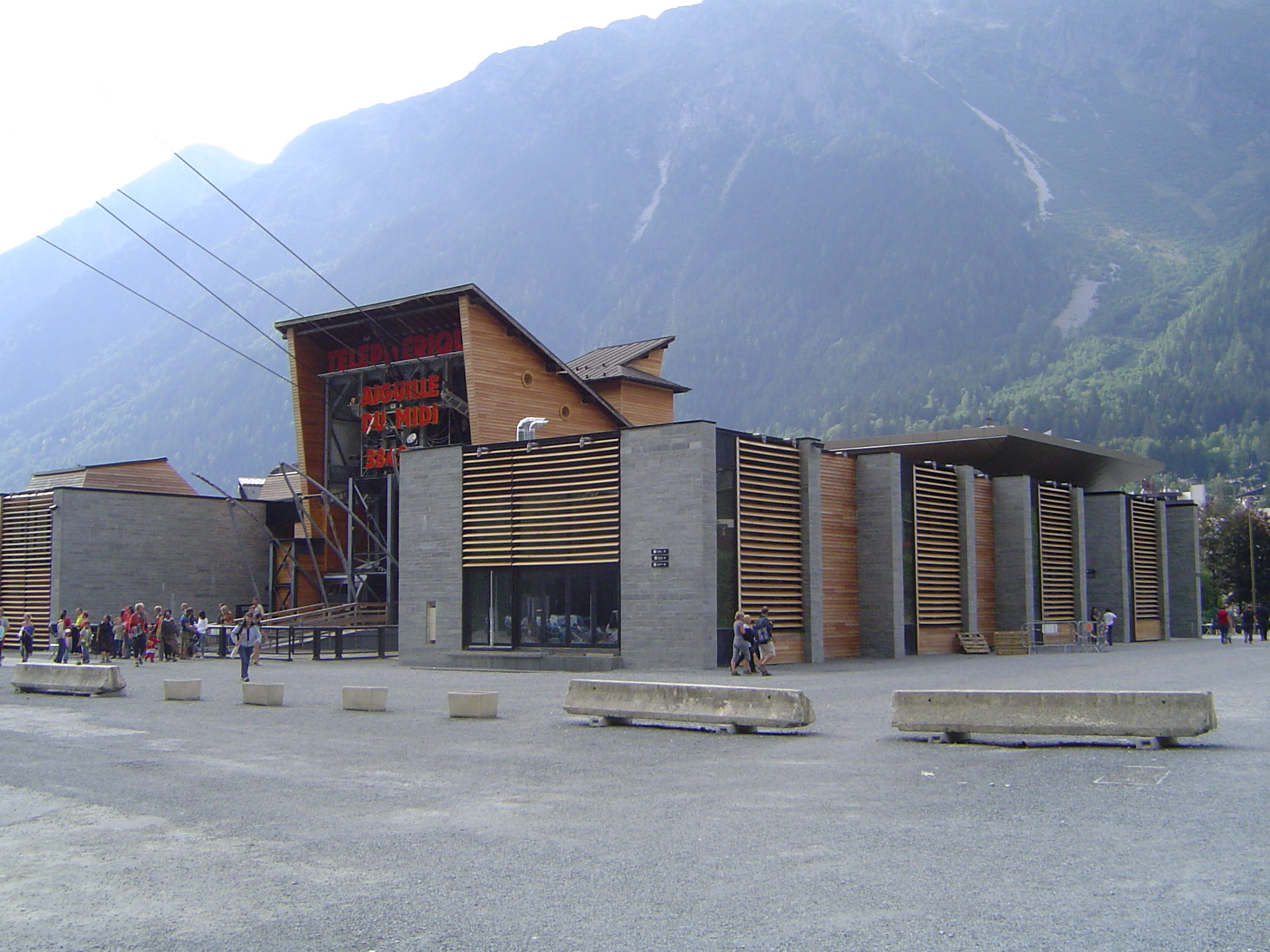
Départ et arrivée des cabines, photo prise le 21 août 2009.

### Les constructions derrière la gare du téléphérique

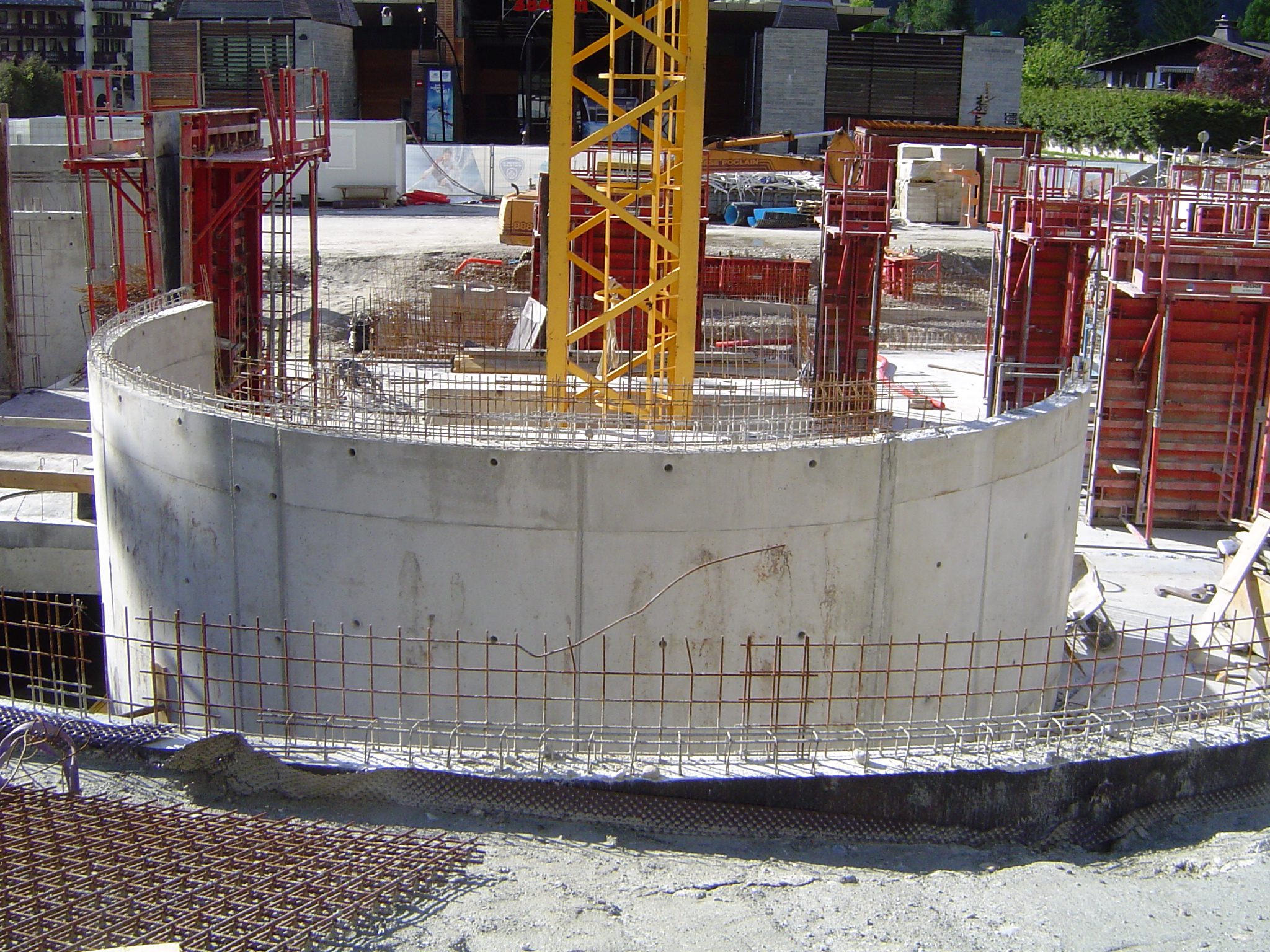
photo prise le 16 mai 2011
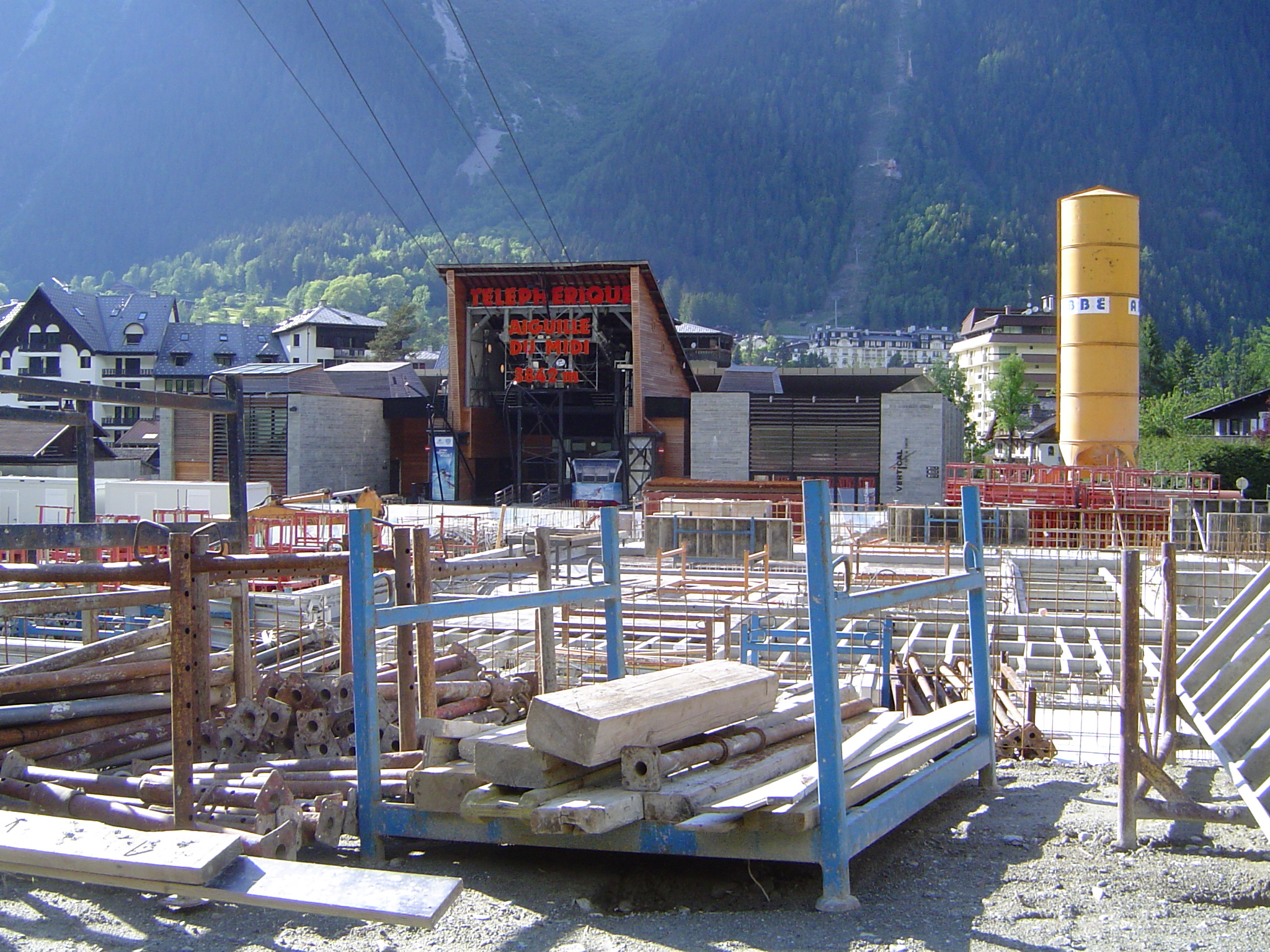
photo prise le 16 mai 2011

Depuis 2010, un hôtel de 98 chambres est en cours de construction à la suite d'un permis de construire délivré le 15 juin 2009 (superficie du terrain 3 571 m2, surface construite 5 403 m2, hauteur 15 m), ainsi que des bâtiments destinés à des logements et des commerces à la suite d'un permis de construire délivré le 23 octobre 2009 (superficie du terrain 3 973 m2, surface de plancher 1 984 m2, hauteur 15 m).
La suite du chantier consiste donc en la construction de logements autour de la gare, sous la forme d'un grand complexe qui donnera un nouveau visage au quartier, plus vivant et animé qu'auparavant. Ce programme ambitieux est un moyen de redynamiser le quartier qui n'a pas toujours une image très positive ; cela donnera un nouvel essor au quartier.

### Village piéton de Chamonix-Sud

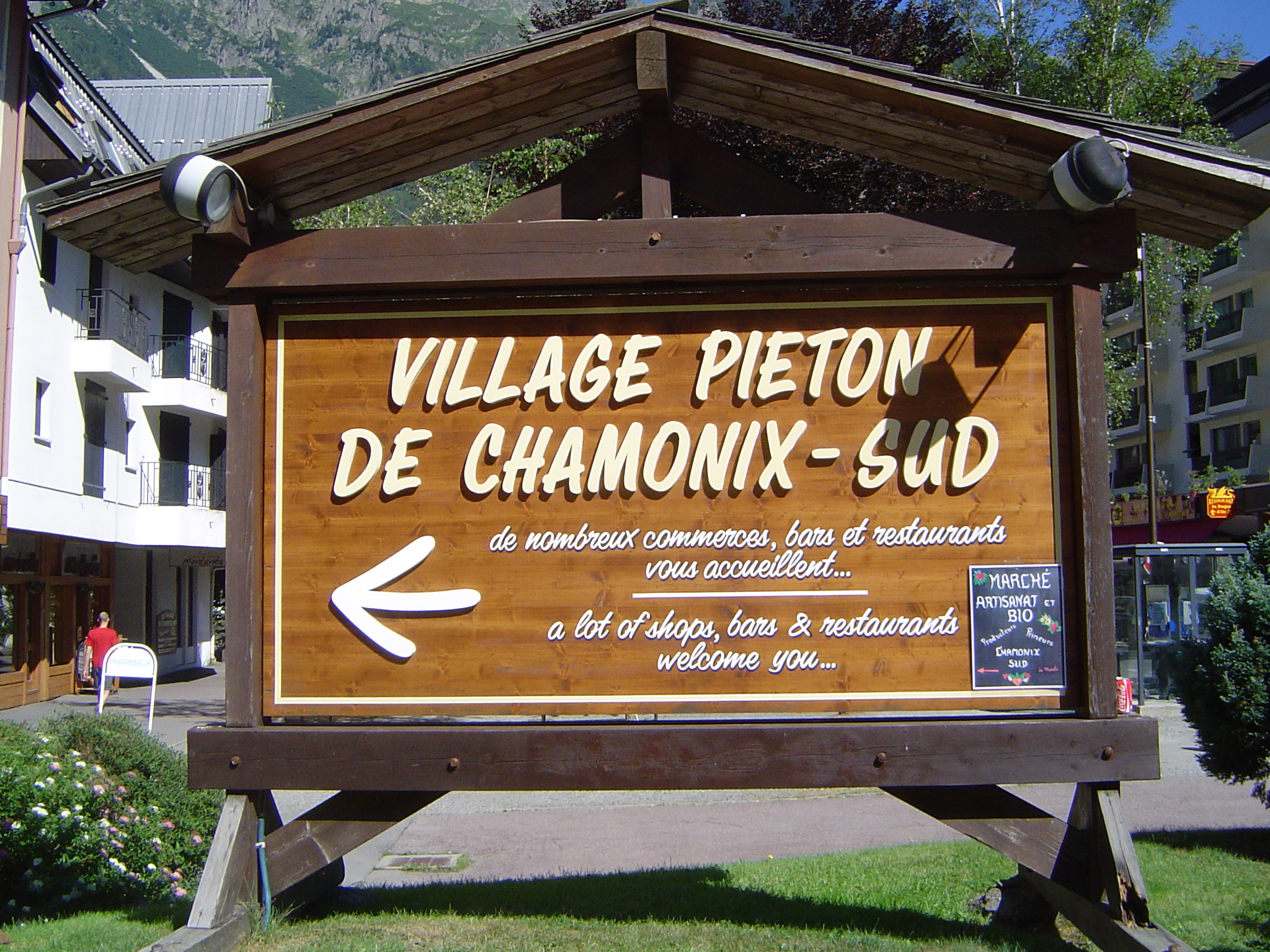
Panneau à l'entrée du village piéton

#### La construction en 1979

##### Le besoin
Dans les années 1970, dans les stations de ski, « il faut faire du lit ». Des stations modernes se construisent, Chamonix a la hantise de ne pas s'inscrire dans ce schéma. Ce sont alors les grandes opérations d'urbanisme qui structurent et pèsent désormais sur la ville : au nord, le complexe sportif, au sud le village-piéton de Chamonix-Sud, opérations encouragées par Edmond Désailloud, conseiller général du canton de Chamonix-Mont-Blanc.

##### L'origine des terrains
L'ensemble immobilier a été construit sur des terrains appartenant à la Société de développement de Chamonix-Sud, filiale à 100 % du groupe Pierre & Vacances, par suite de l'acquisition qu'elle en a faite de la Société d'aménagement de Chamonix-Sud Les Barrats le 21 mars 1979. Cette dernière société avait précédemment acquis les terrains qui appartenaient en partie à Edmond Désailloud et sa famille.
Ces terrains se trouvaient à l'intérieur du périmètre de la zone d'aménagement concerté de Chamonix-Sud, créée par arrêté préfectoral no 75-1703 en date du 18 août 1975. L'approbation du dossier de réalisation de cette ZAC résulte de l'arrêté préfectoral no 77-207 en date du 4 février 1977,.
L'ensemble immobilier reprenait la résidence préexistante La Roseraie.

##### La réalisation de l'ensemble immobilier
La partie construite est composée d'un garage en sous-sol de 407 places, des voies de circulation en surface (120 places de parking) : via d'Aoste, allée Marcel Burnet (voies privées, ouvertes à la circulation publique, sur lesquelles le maire peut exercer ses pouvoirs de police) et de trois ensembles de bâtiments regroupant une quarantaine de commerces et un millier d'appartements :
- un premier ensemble situé autour du kiosque et constitué des résidences A, B, C, D, E, F, G (renommé Gentianes), H (renommé Helbronner), I (renommé Iris)
- un second ensemble situé autour d'un jardin arboré et constitué des résidences Triolet, Balme, Forclaz, Lognan, Chailloud et Genévrier
- un troisième ensemble situé au sud des deux précédents et constitué des résidences Grépon, Jonquille puis Chamois Blanc pour terminer le village derrière le jardin au centre duquel se trouve la résidence La Roseraie.

Le maître d'ouvrage était la société d'aménagement de Chamonix-Sud, filiale à 100 % du groupe Pierre & Vacances, la conception architecturale était due aux deux architectes G. Bauer et A. Stoppa de l'atelier de recherche et d’études et d'aménagement, le maître d’œuvre étant la société d'études d'ensembles techniques.
Les architectes de cet ensemble immobilier sont à l'origine d'une très belle réussite : « L'architecture de Chamonix-Sud est gaie, légère, frivole même, ainsi que l'a conçue Gérard Bauer qui explique qu'il a voulu "plaire et amuser...". Chaque immeuble est différent, pourtant la diversité n'est qu'illusion ; derrière les façades se cachent des mini-appartements scientifiquement calculés. Mais le promoteur Gérard Brémond est de ceux qui estiment que la qualité  architecturale peut être "un argument de vente"[...]. Chamonix-Sud est un « quartier-village » piétonnier, prolongeant la ville, où sont mis en application de nouveaux concepts : immeubles-chalets de 2 à 5 étages, façades peintes aux tons pastel, application de bois [...] ».
Le permis de construire du second ensemble a été délivré le 5 avril 1978, suivi d'une demande de modification déposée le 29 décembre 1978. L'achèvement des immeubles est réalisé fin 1979.

##### La commercialisation
En 1979, à la construction, Pierre & Vacances venait de lancer le concept de la « nouvelle propriété », formule permettant l'accession en pleine propriété avec un investissement réduit grâce à la récupération de la TVA et au pré-paiement des loyers, via la signature d'un contrat de bail commercial de neuf ans, simultanément à celle de l'acte de vente. Ce contrat de vente en nouvelle propriété fut utilisé pour tous les appartements de l'ensemble immobilier à l'exception des appartements de la résidence F et d'une partie de ceux de la résidence Le Chamois Blanc, vendus en multipropriété.

##### Photos des résidences de l'ensemble immobilier

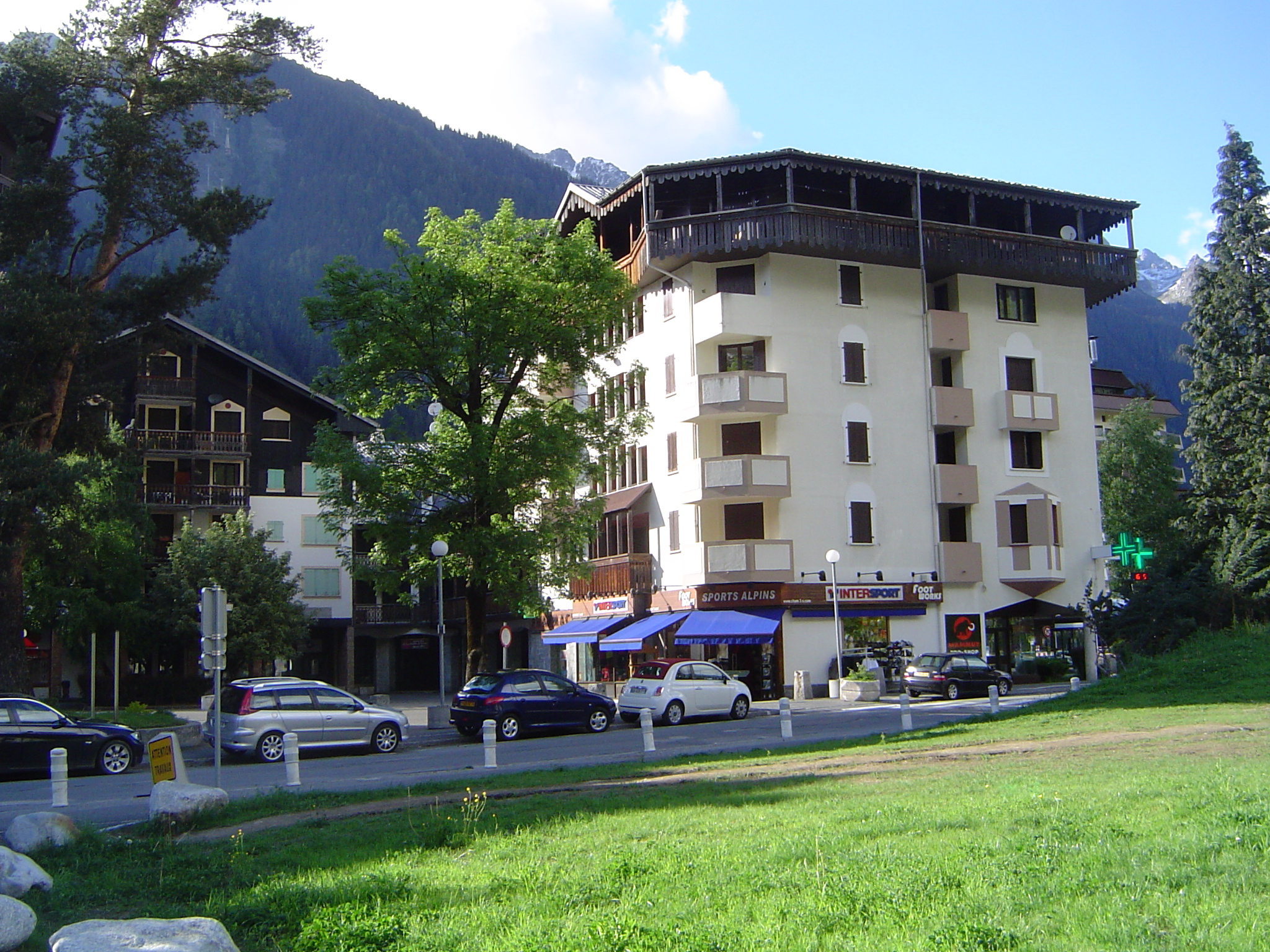
Entrée du village piéton côté Aiguille du Midi
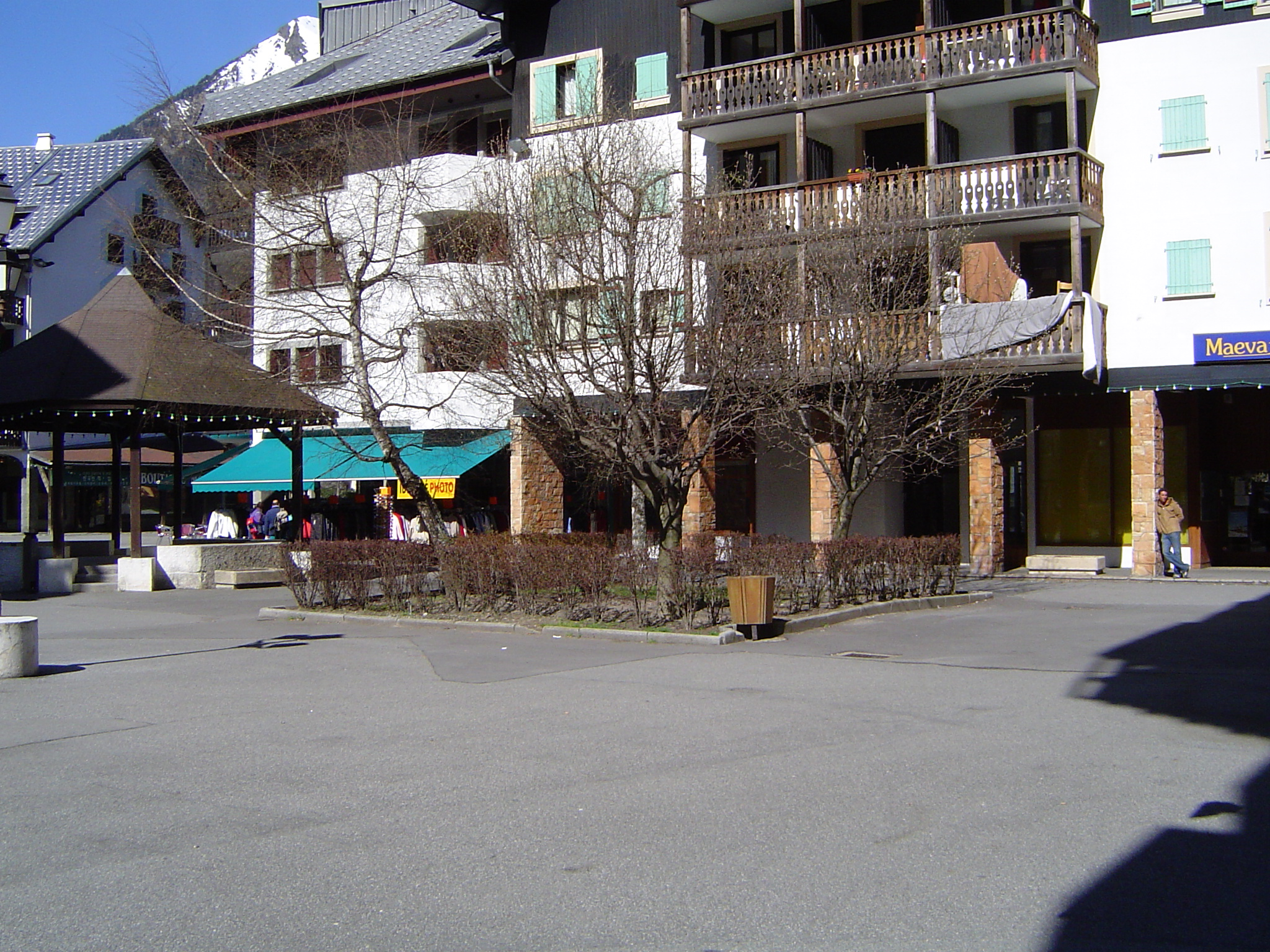
Résidences autour du kiosque
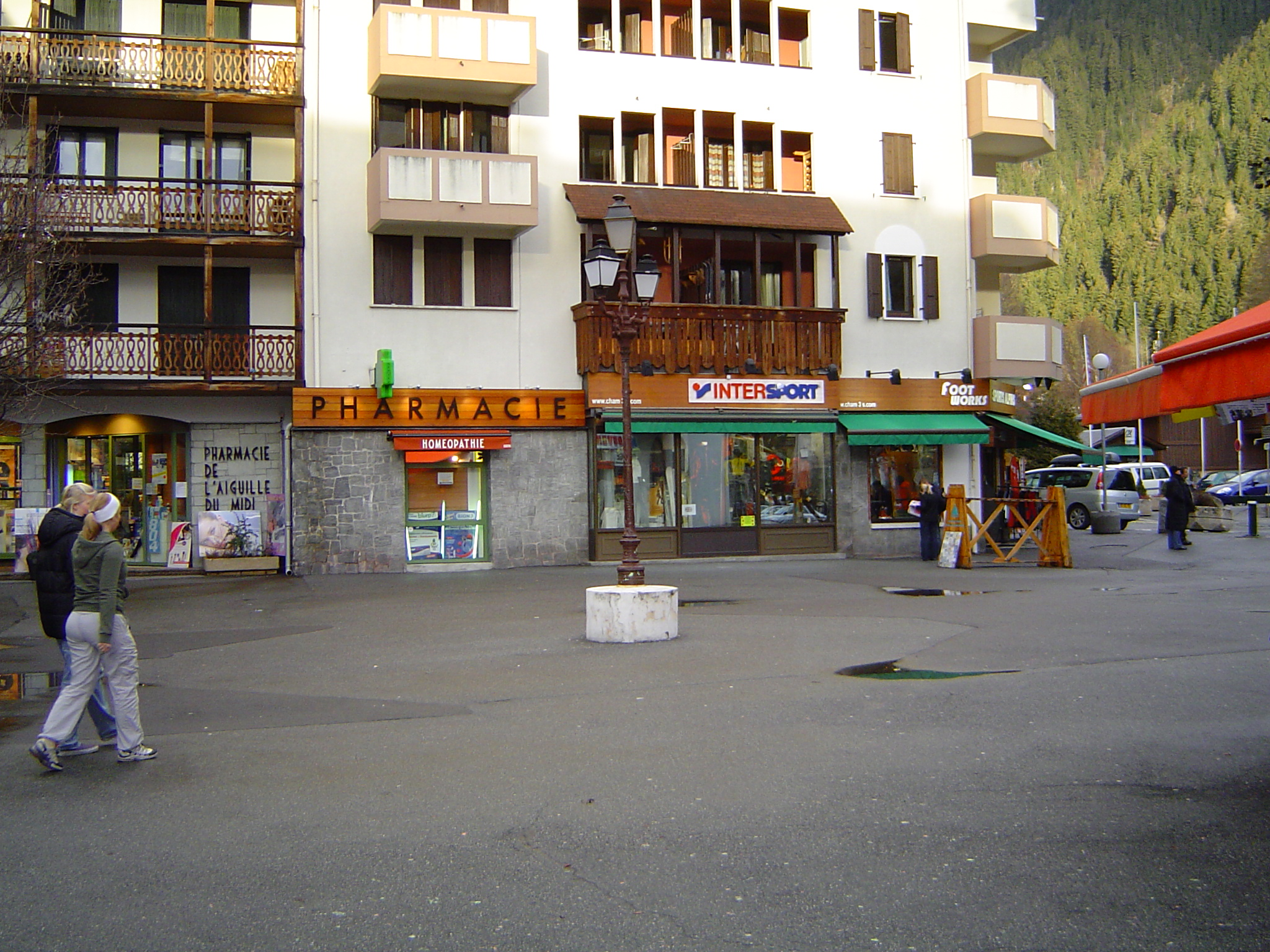
Résidences D et E
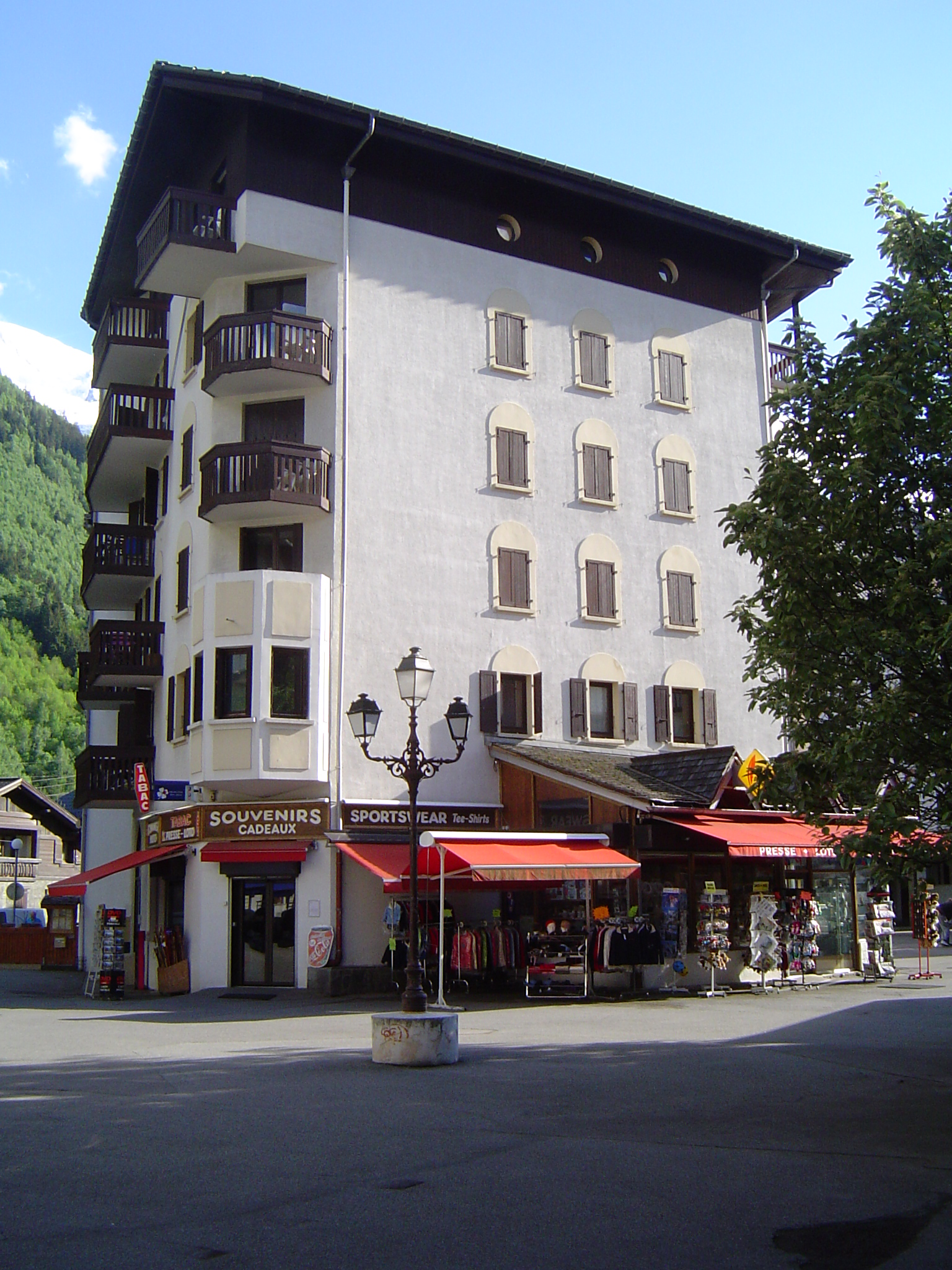
Résidence F
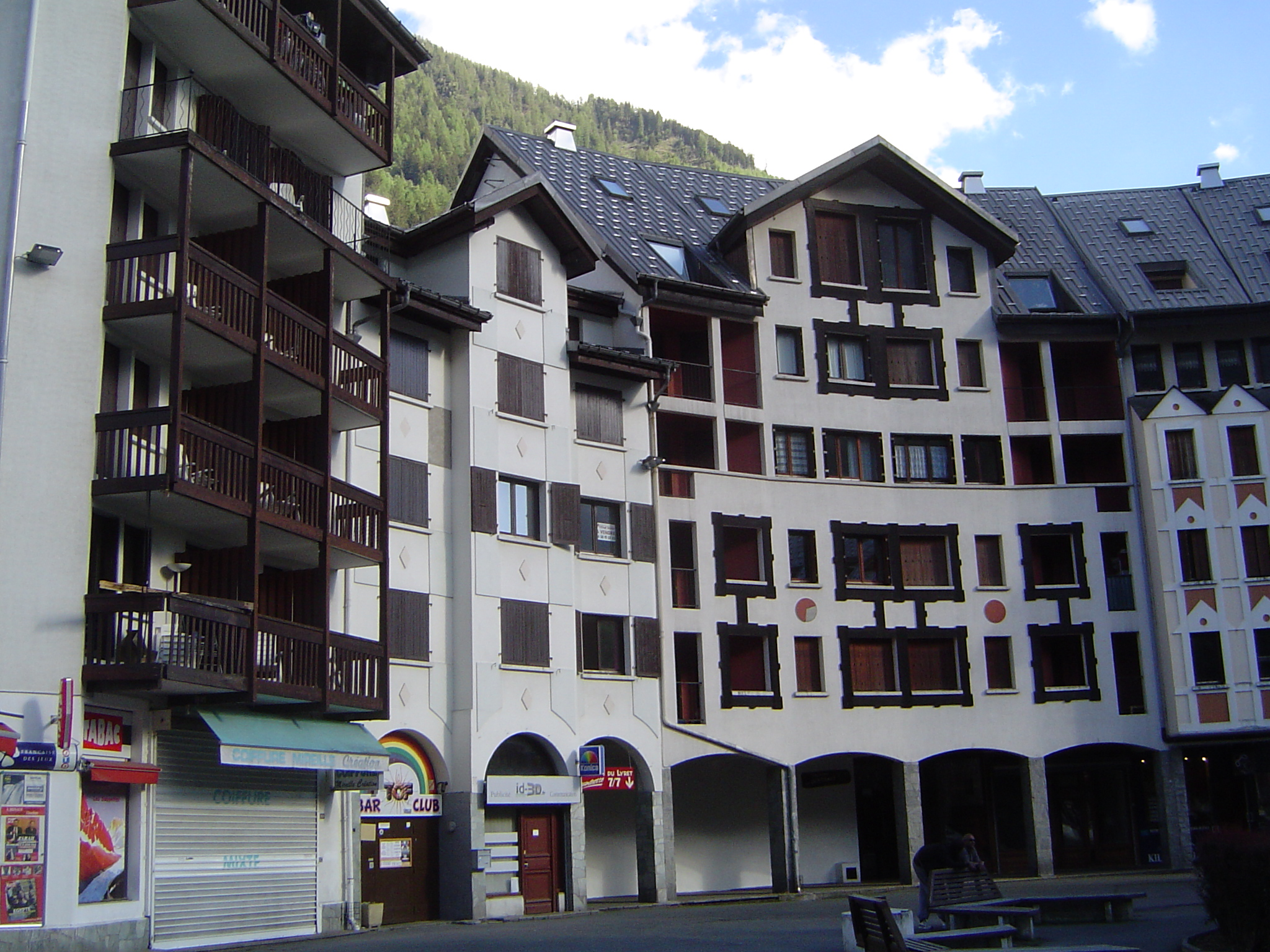
Résidences F et Gentianes
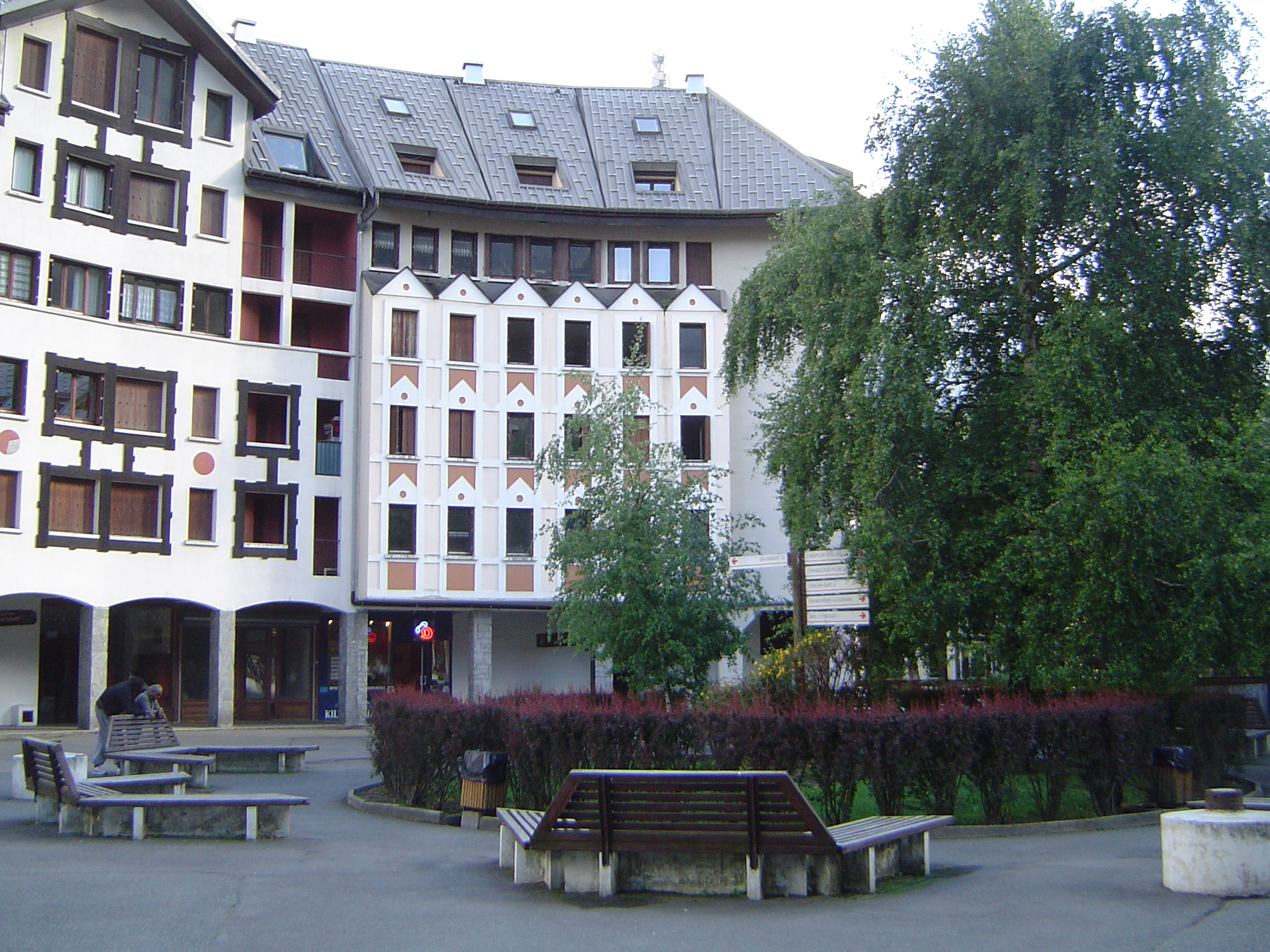
Résidences Gentianes et Helbronner
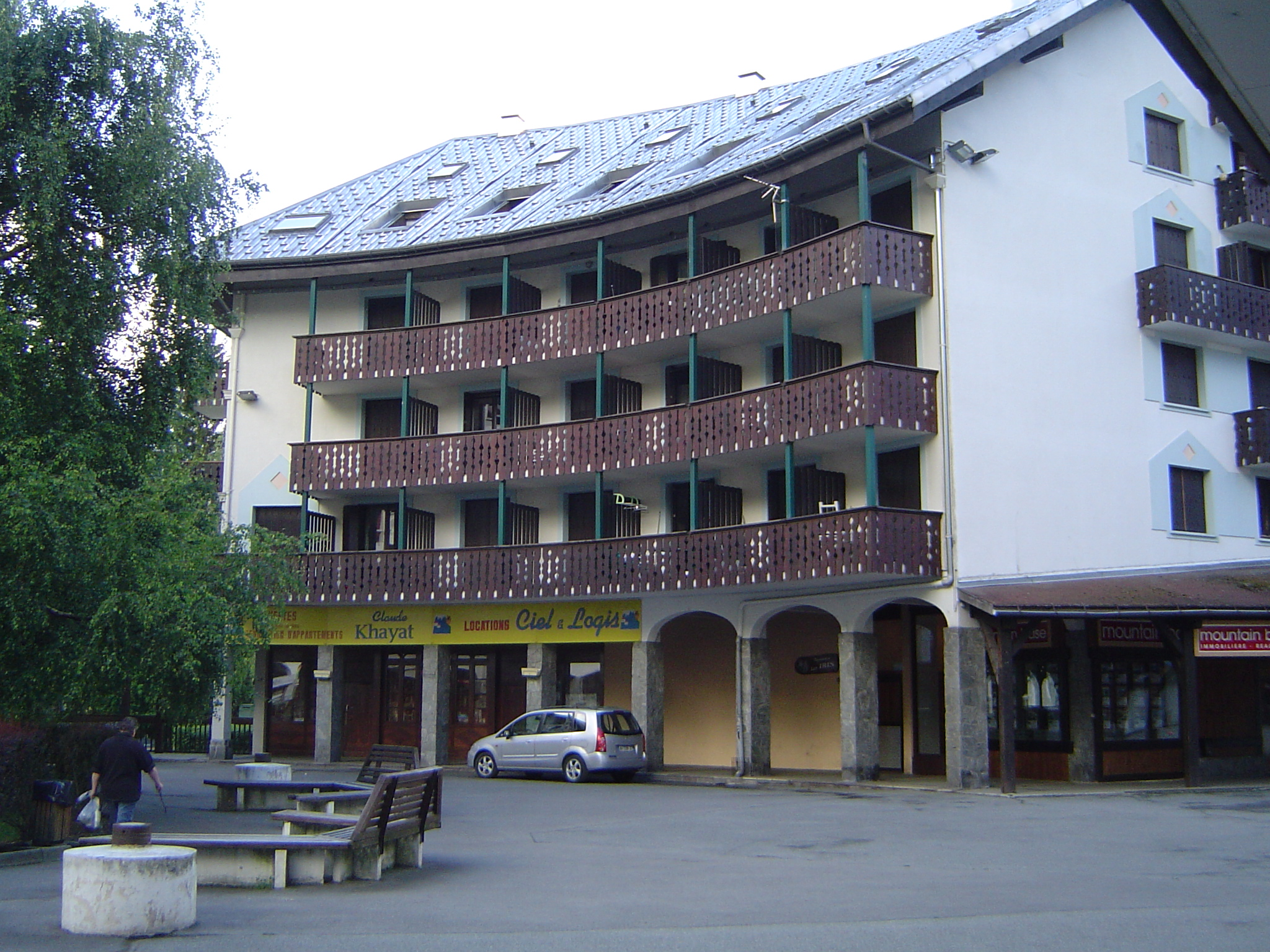
Résidence Iris
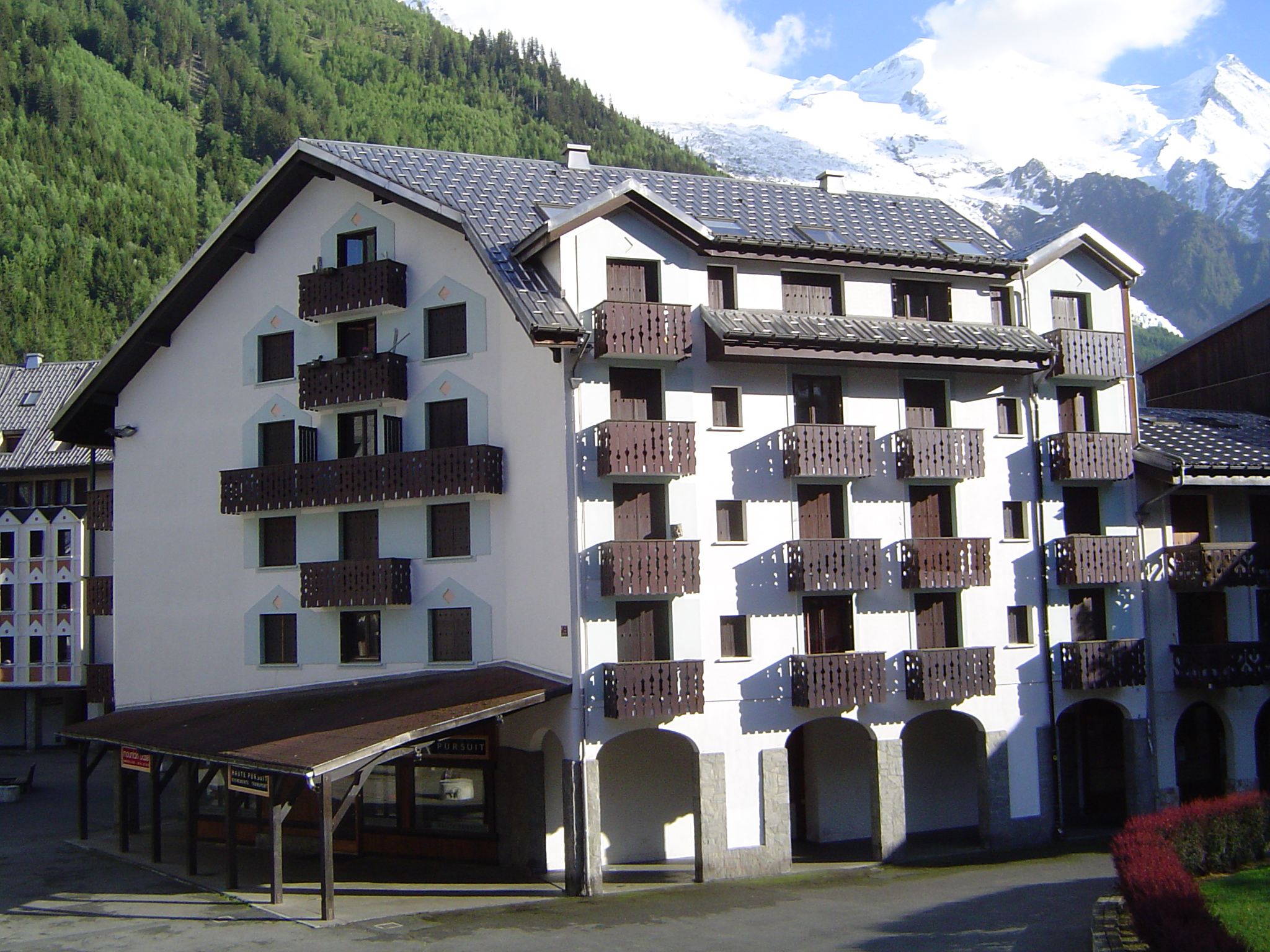
Résidence Iris côté place
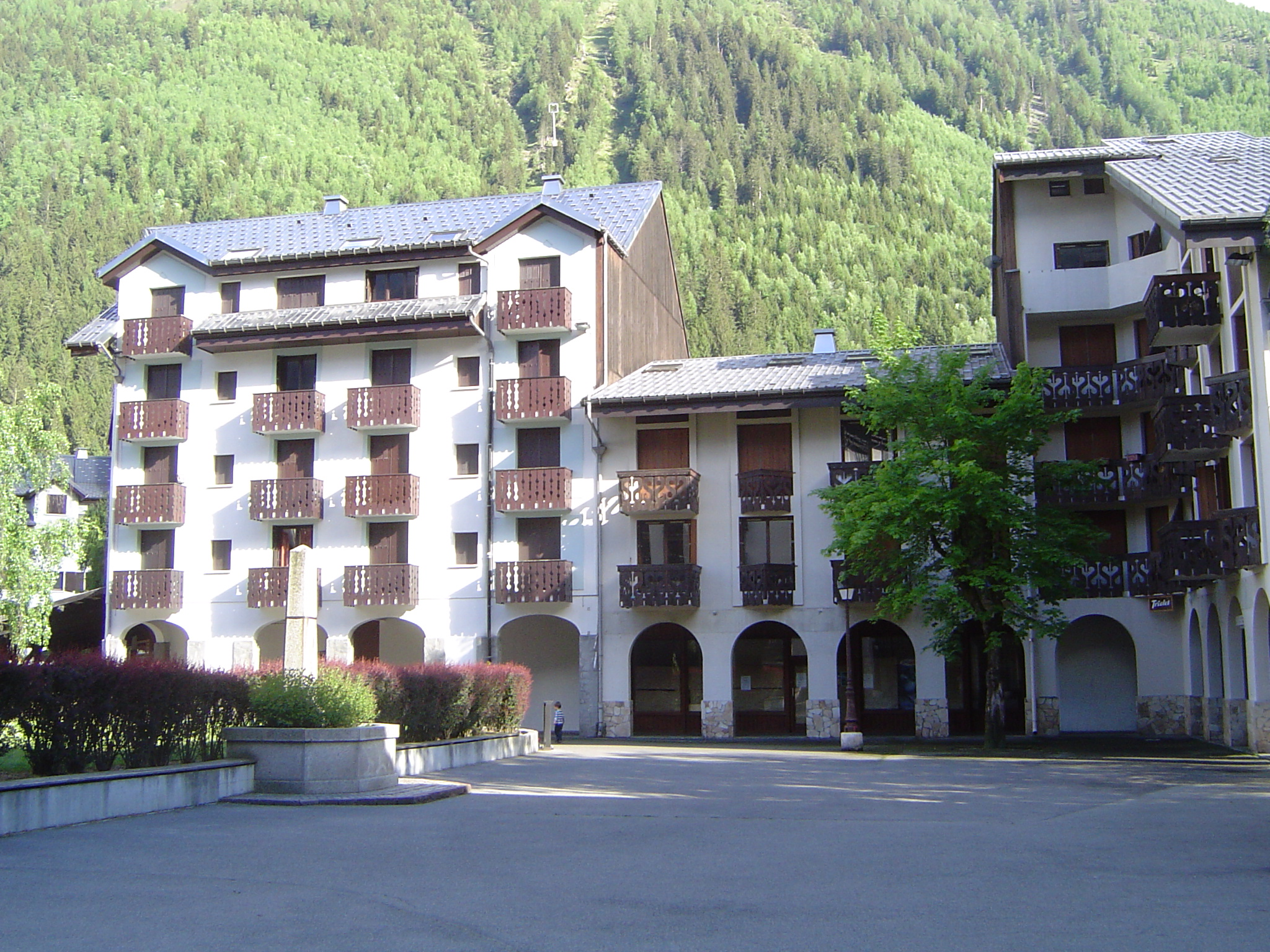
Résidence Iris et Triolet
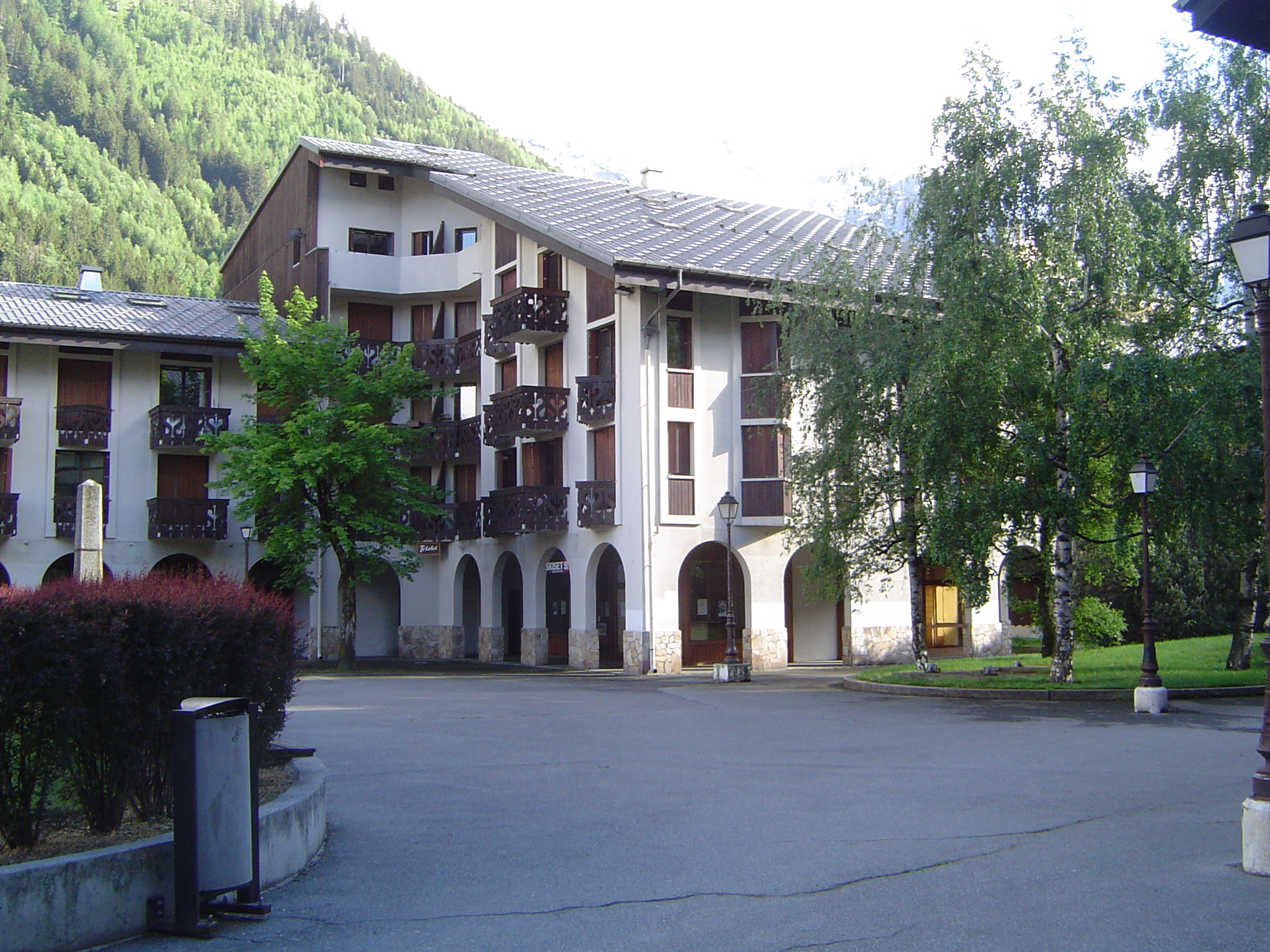
Résidence Triolet
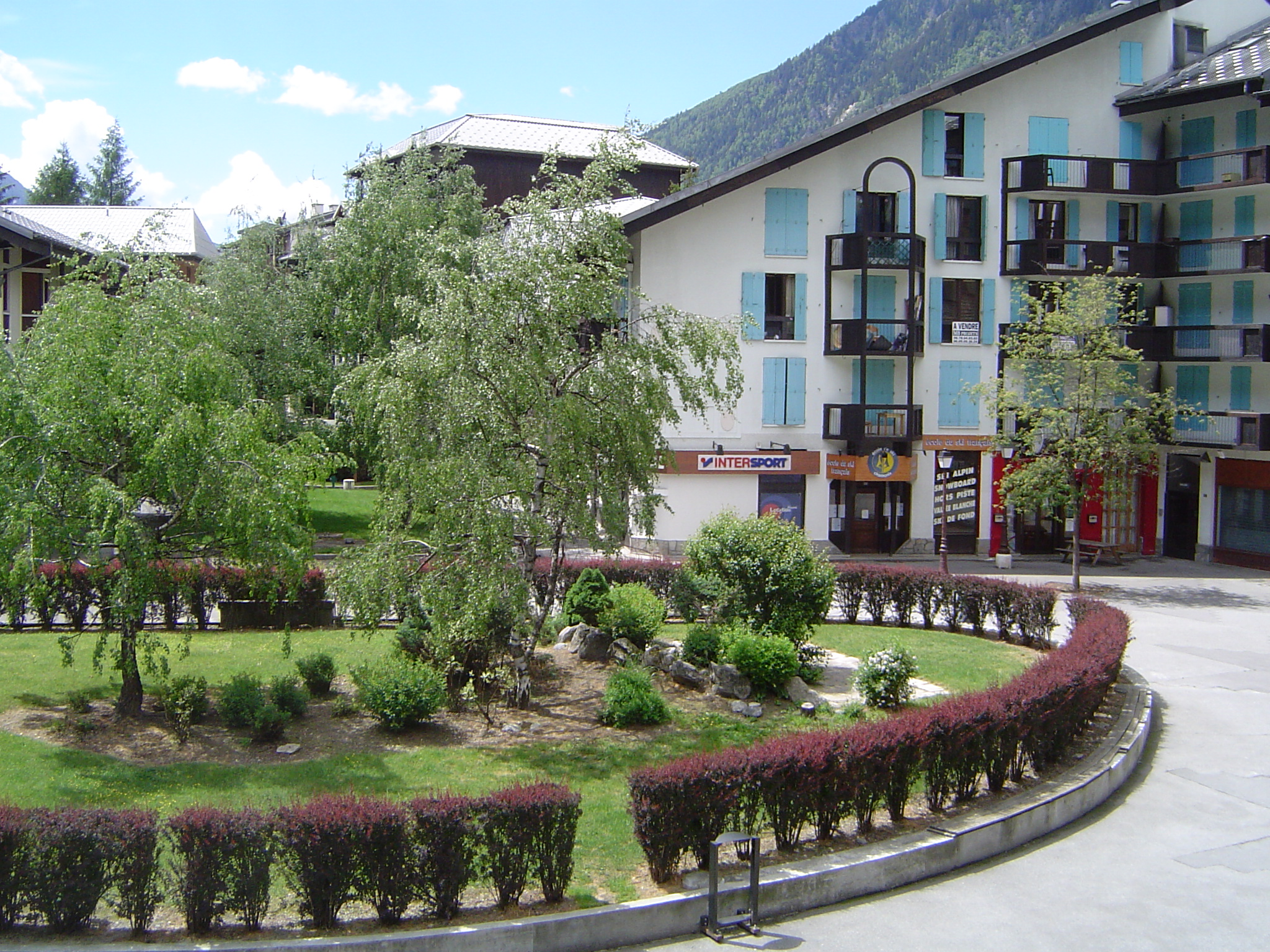
Résidence Balme
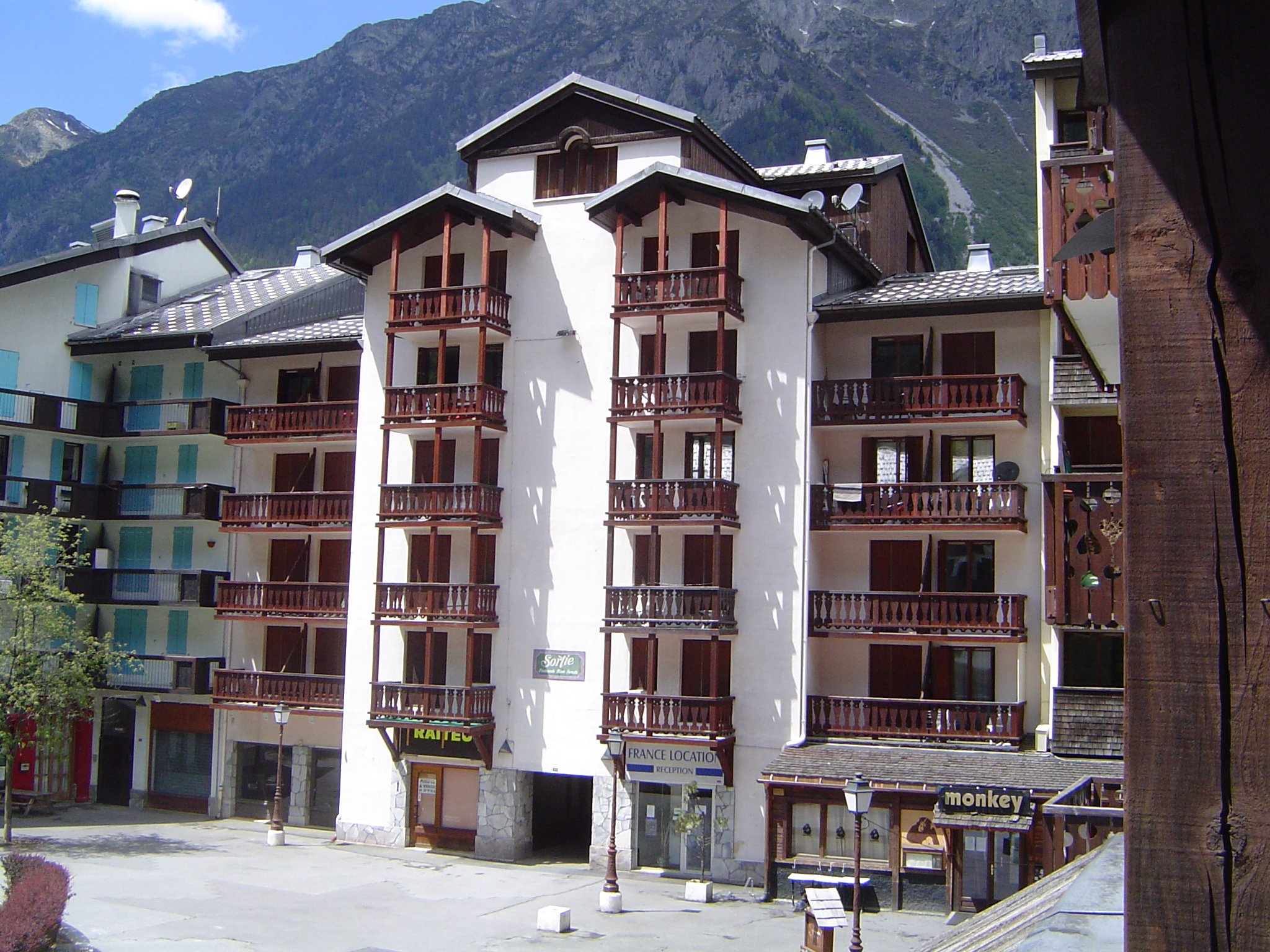
Résidence Forclaz
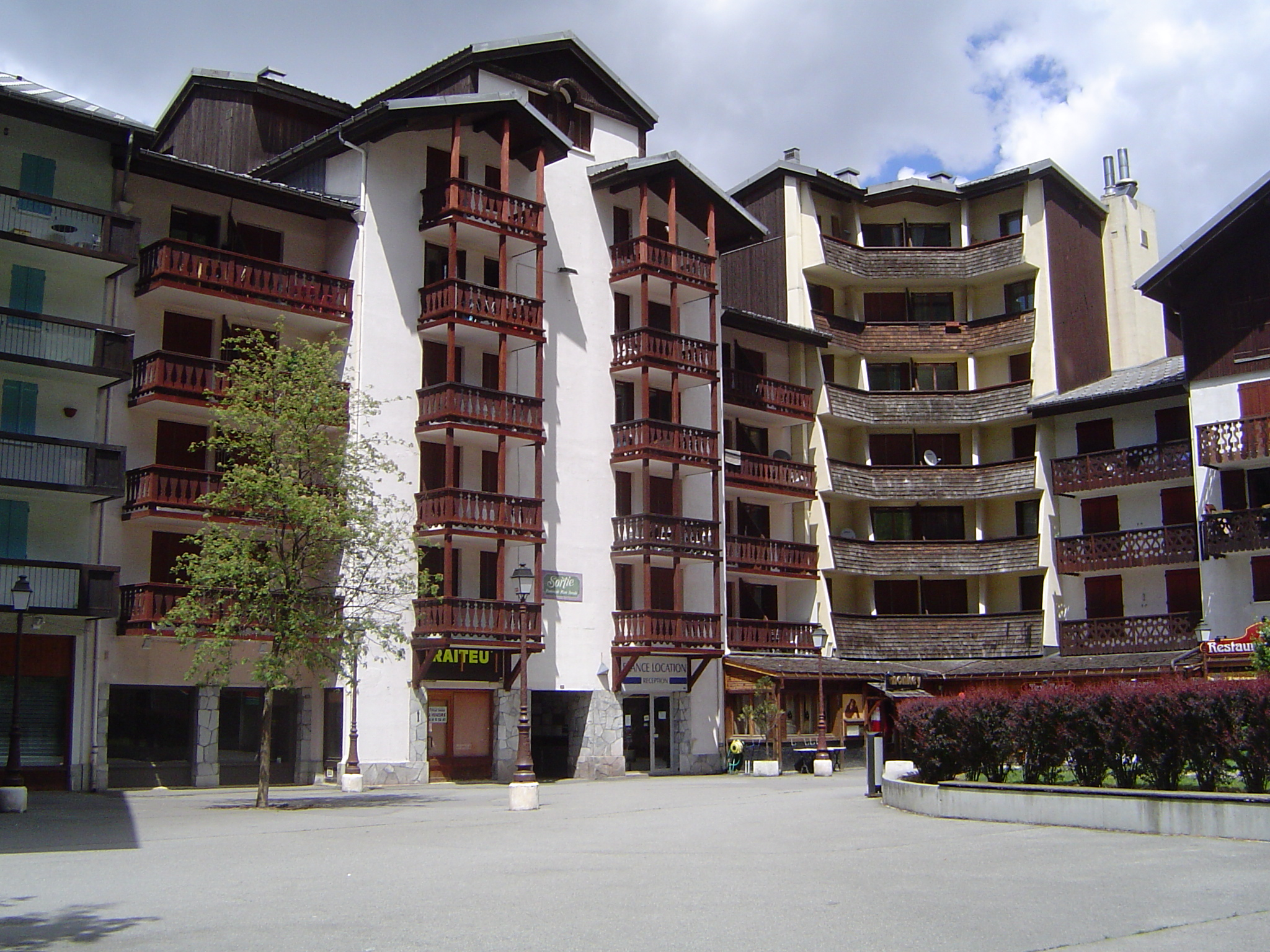
Résidences Forclaz et Lognan
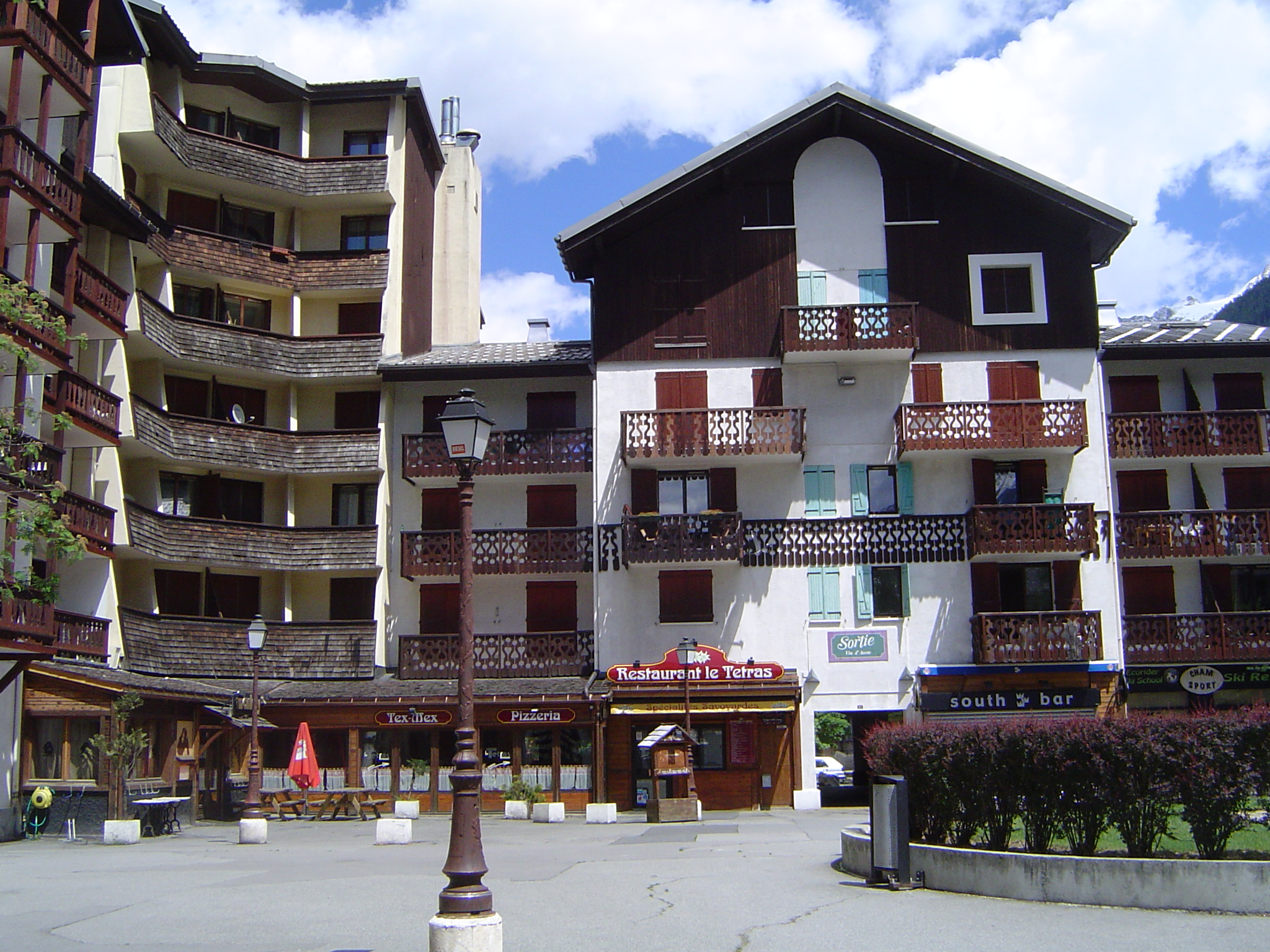
Résidences Lognan et Chailloud
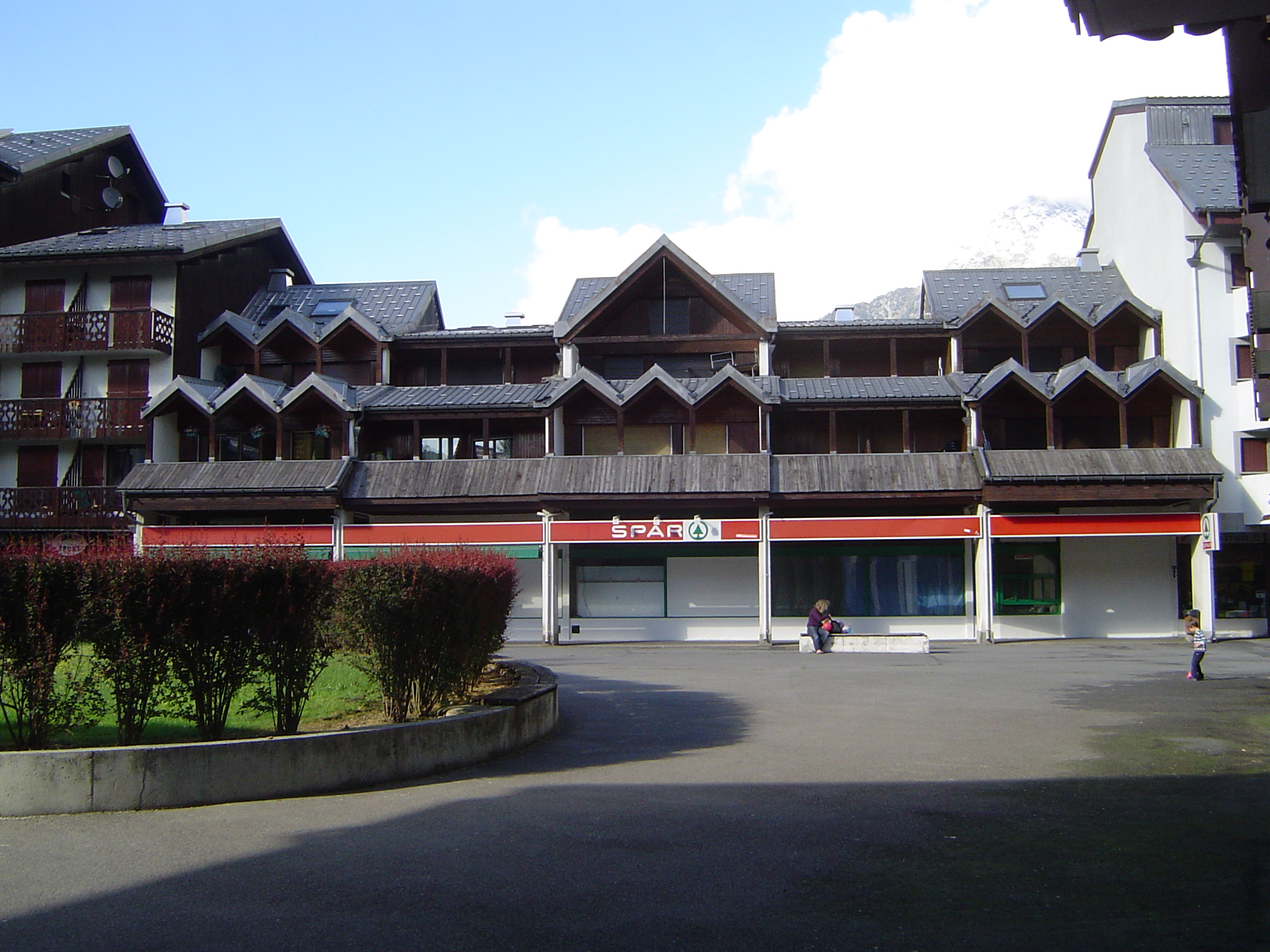
Résidence Genévrier
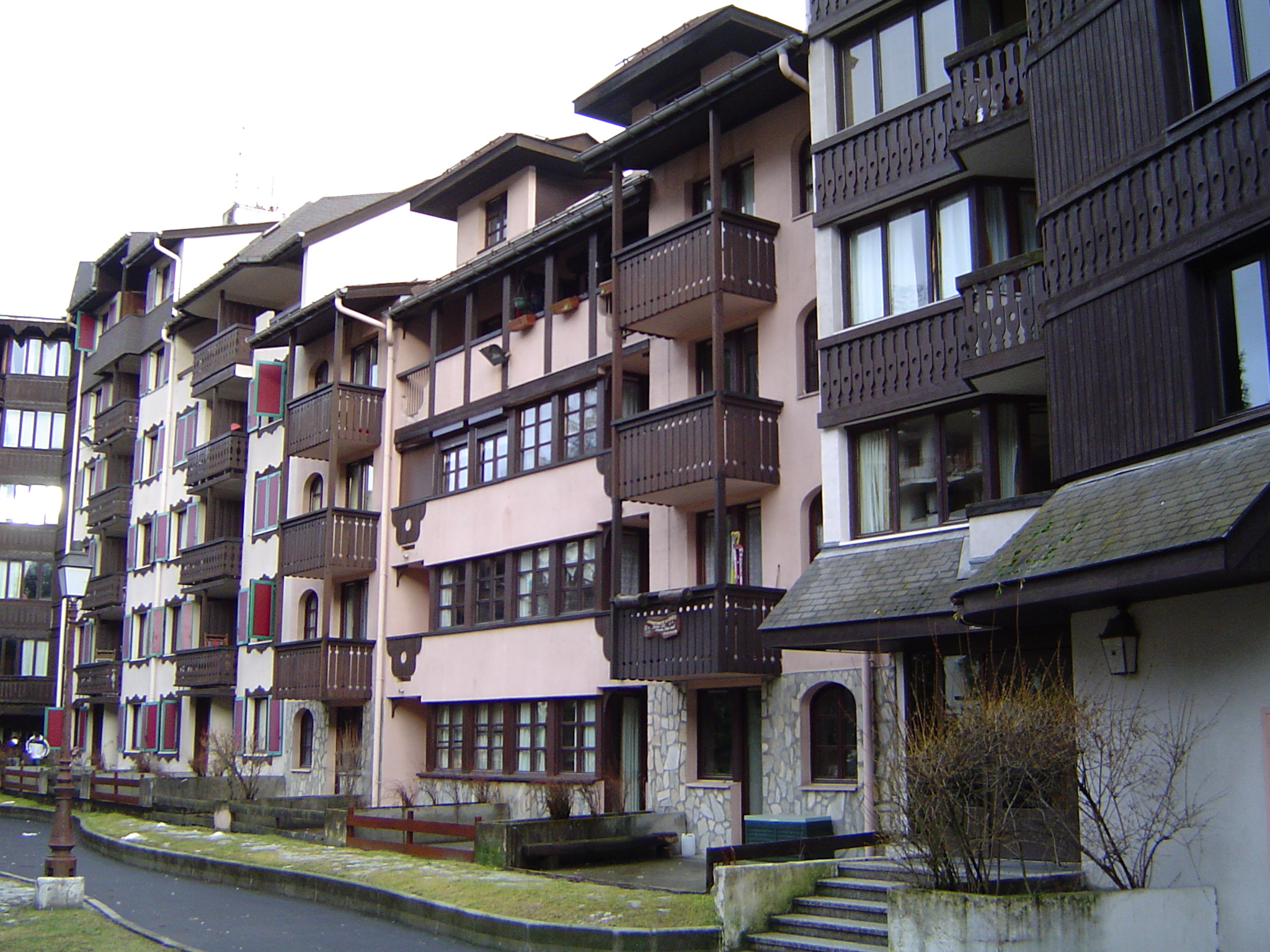
Résidence Jonquille
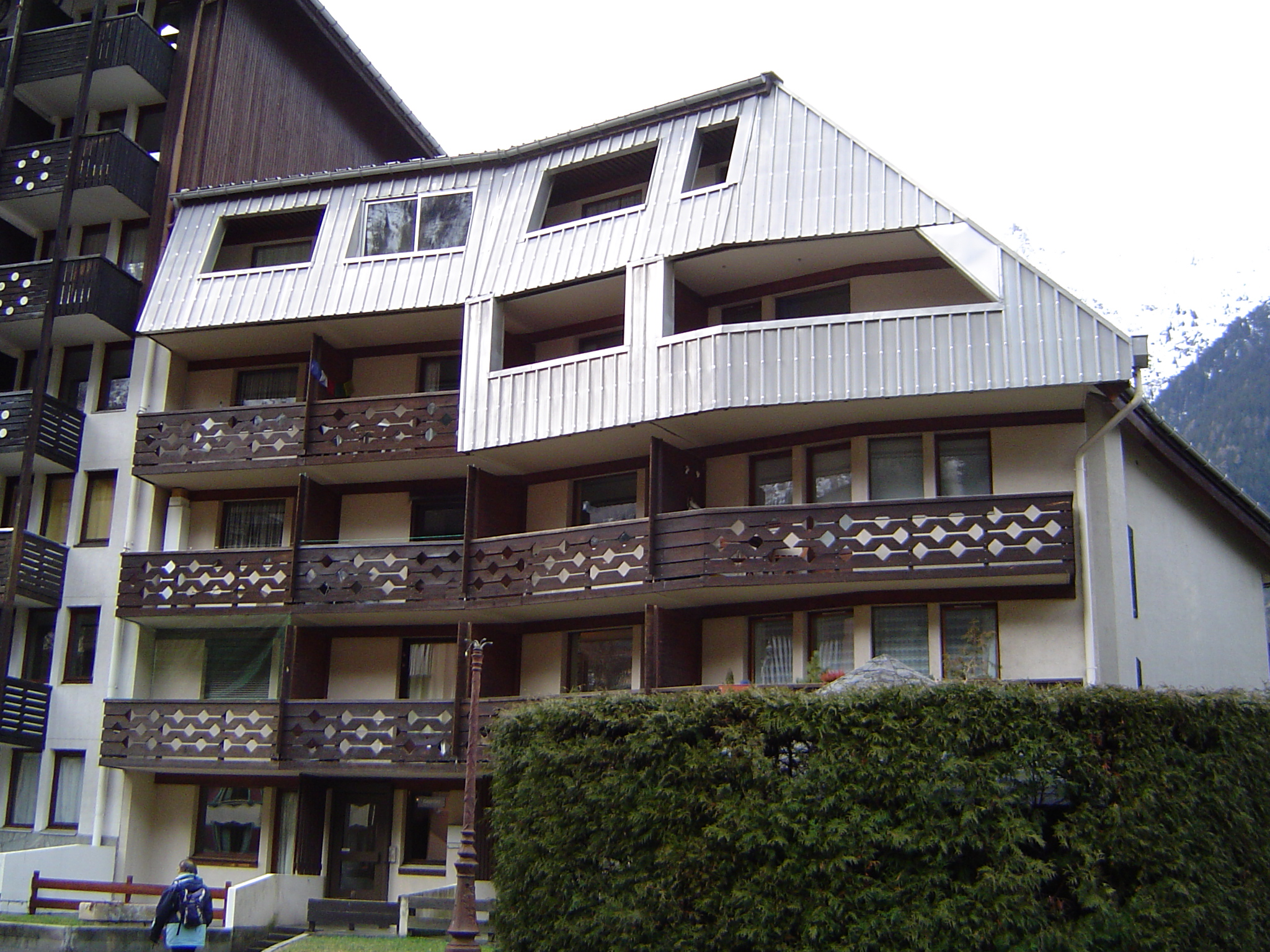
Résidence Grépon
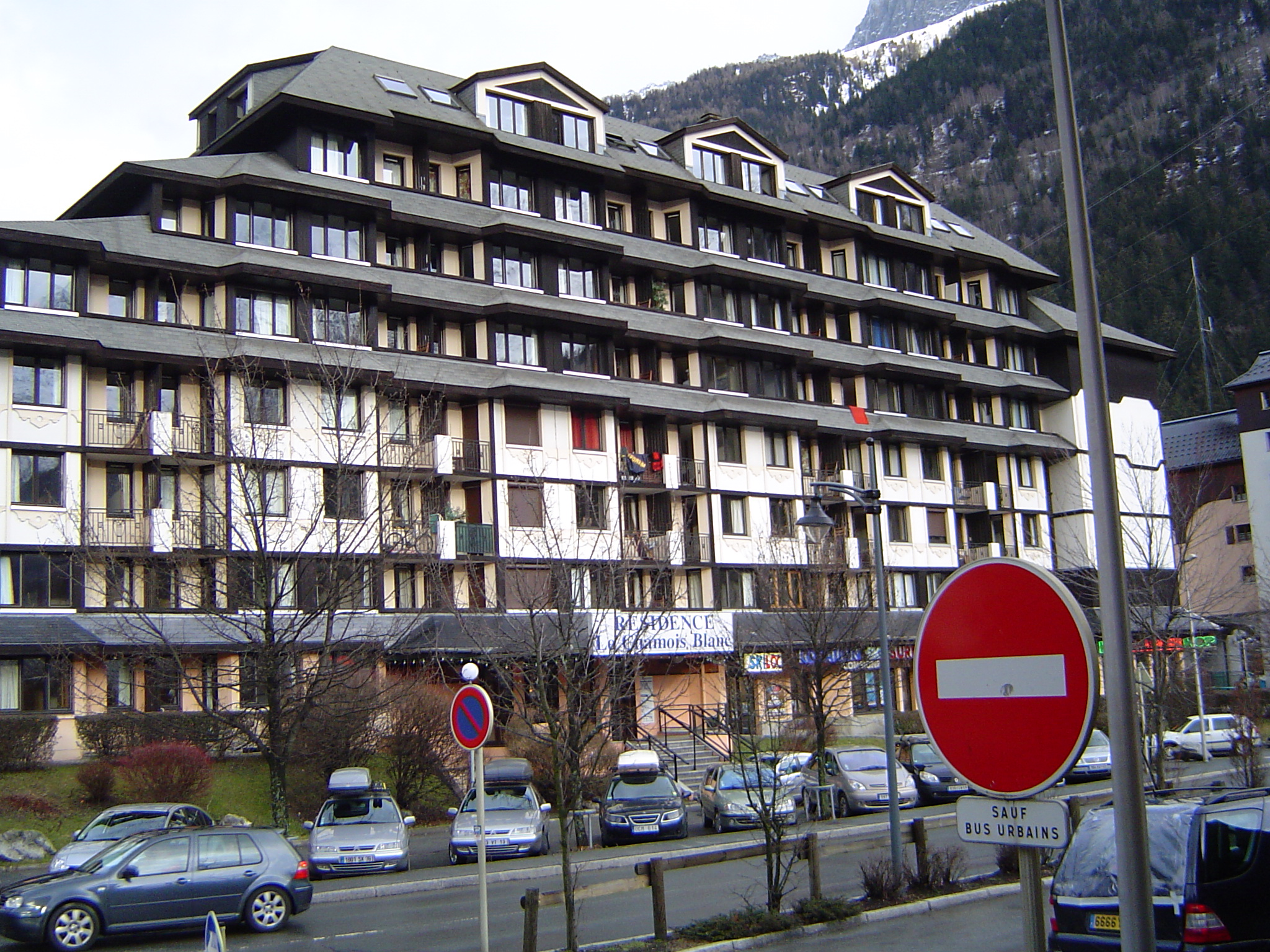
Résidence Le Chamois Blanc

#### Le village piéton en 2010

##### L'habitat
La proportion d'appartements donnés en location à la semaine qui était de 100 % en 1979 a considérablement diminuée en 30 ans. En effet, de nombreux appartements ne sont plus loués à la semaine mais sont aujourd'hui occupés par leur propriétaires, soit à l'année, soit en tant que résidence secondaire. Cette évolution de l'habitat a eu des effets négatifs sur la fréquentation des commerces puisque le nombre de nuitées n'a cessé de diminuer.

##### Le marché bio et artisanal
Des efforts pour accompagner l'évolution de ce village-piéton sont faits par les copropriétaires aidés également par la mairie qui y a installé depuis 2009 un « marché bio et artisanal » en été.

### Projets d'aménagements
Outre les projets en cours, de nombreuses réflexions sont régulièrement menées pour mieux inclure ce quartier dans la vie de la commune. C'était notamment l'un des éléments du projet d'aménagement du village olympique si l'ensemble Annecy - Chamonix-Mont-Blanc avait été retenu pour les jeux olympiques d'hiver de 2018.

## Économie

### Services publics
C'est dans ce quartier que sont installés les bâtiments de la gendarmerie (locaux d'habitation), l'antenne locale de la direction centre-est (DIRCE) de Météo-France ainsi que l'agence chamoniarde de Pôle emploi, inaugurée le 8 avril 2011 par le maire et le sous-préfet.

### Loisirs et commerces
(janvier 2018).
Outre une pharmacie, un restaurant américain et une supérette installés dans le village piéton depuis 1980, le bowling de Chamonix-Mont-Blanc, installé dans ce quartier depuis 1993, on y trouve[Qui ?] de nombreux commerces dont un bar anglais, un bar irlandais et depuis 1997 une discothèque gay et friendly.
Depuis juin 2011, des activités de création artistique sont proposées aux jeunes enfants dans un atelier situé en rez-de-chaussée de l'une des résidences.

### Sports
À l'entrée du village piéton, on peut pratiquer le yoga. Par ailleurs, l'École du ski français (ESF) dispose d'un bureau au centre du village piéton.

## Culture locale et patrimoine

### Personnalités liées à ce quartier

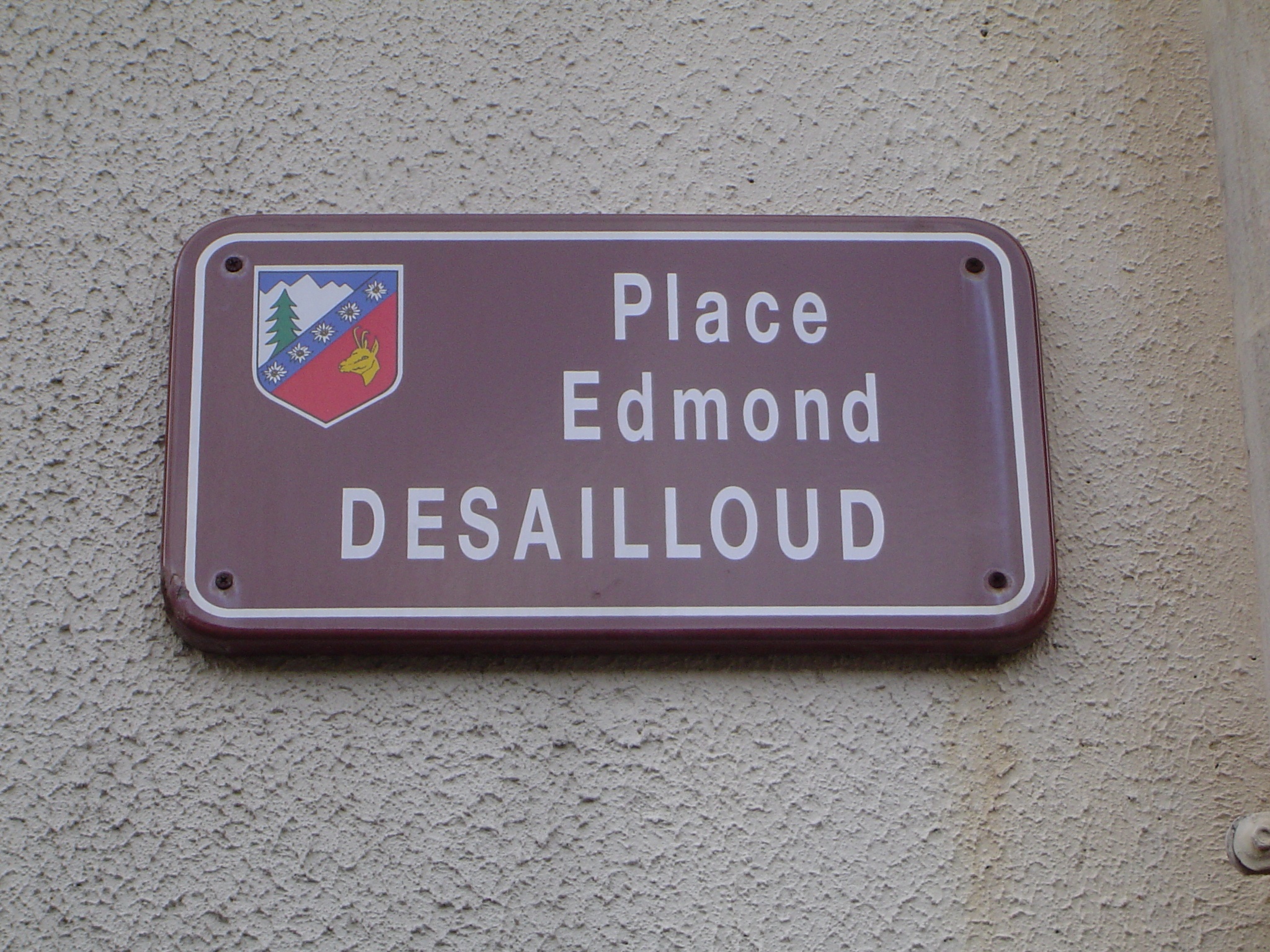
Plaque au sein du village-piéton de Chamonix-Sud

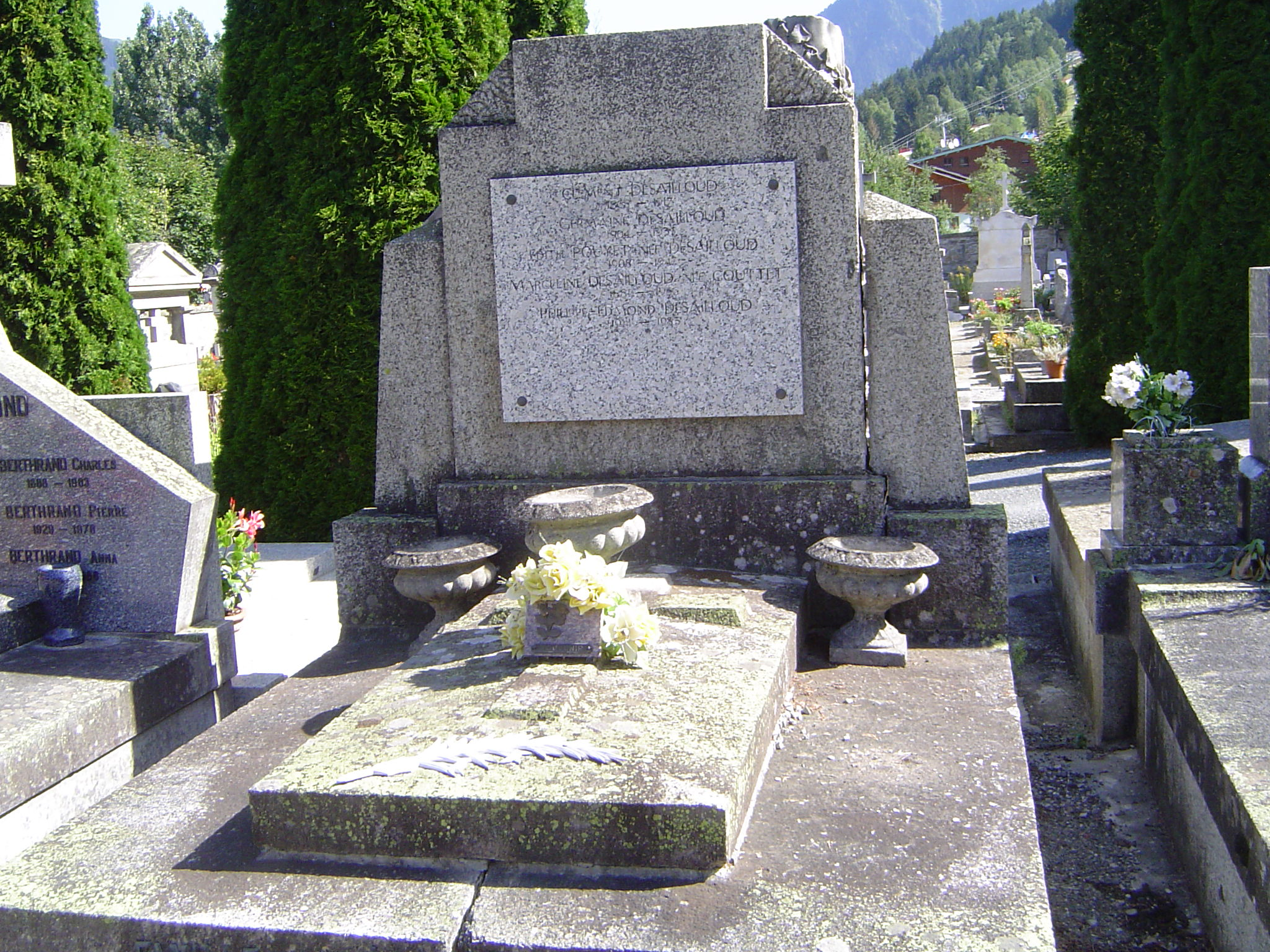
La tombe d'Edmond Désailloud au cimetière de Chamonix-Mont-Blanc

- Philippe-Edmond Désailloud (1914-1983), entré au conseil municipal en 1945, fut conseiller général du canton de Chamonix-Mont-Blanc de 1945 à 1964, puis de 1970 à 1976. Descendant d'une vieille famille chamoniarde, orphelin de guerre, élève de l'École normale supérieure de Saint-Cloud, il fut professeur de lettres au collège d'Annemasse[28]. Sous-lieutenant de chasseurs, mobilisé en 1939, il participe l'année suivante à l'expédition de Namsos puis à la bataille de France où une grave blessure met ses jours en danger. Au terme d'une longue convalescence, il rejoint la résistance et, après la libération, le front des Alpes. Lorsque s'achève la guerre, il porte les galons de capitaine et la légion d'honneur[28]. Reprenant sa carrière dans les fonctions d'inspecteur de la jeunesse et des sports de la Savoie, il entre pour la première fois au conseil général en 1945. « Il en devient l'enfant terrible, vigoureux dans l'attaque, incisif dans la répartie, indépendant jusqu'à l'isolement, franc jusqu'à la brutalité et opiniâtre dans la réussite ». Sans autre étiquette politique que ses partis pris, son action est restée dans toutes les mémoires[29]. C'est sur les terrains dont il était propriétaire au sud de Chamonix-Mont-Blanc qu'a été construit le village-piéton de Chamonix-Sud. Il a également été très impliqué dans la création du téléphérique de l'Aiguille du Midi[30]. En 1948, il fut en effet « la véritable cheville ouvrière de la réalisation actuelle, s'intéressant au projet qui semblait alors enlisé dans une impasse[31] ». Outre le téléphérique de l'Aiguille du Midi, le tunnel du Mont-Blanc, la rocade, sont autant de projets qu'il va défendre avec l'ardeur qui le caractérise. Dès les années 1960, en accord avec le maire Maurice Herzog, il défend une certaine conception du plan d'aménagement de la ville, basé sur deux pôles : les équipements publics au nord avec la cité Taillibert et résidentiel au sud ; il se battra jusqu'à sa disparition pour la création du village-piéton de Chamonix-Sud[29]. En 1965, il rédige La Bataille des tunnels, un ouvrage sur la réalisation du tunnel du Mont-Blanc, projet tant de fois repris puis abandonné durant près d'un siècle[28].

Son nom a été donné à l'une des places du village-piéton de Chamonix-Sud.
- Marcel Burnet, né en 1922 et mort en 1977, guide[32] de la Compagnie des guides de Chamonix et compagnon de cordée de Roger Frison-Roche[33] qui disait de lui « Il était le plus modeste et le plus grand. Il grimpait comme un chat, la pipe à la bouche, sans effort apparent, avare de gestes et de paroles. Il était celui en qui s'était le mieux accomplit le noble, le difficile, le dangereux métier de guide[34]. » Son charisme au sein de la compagnie et son aura auprès des clients ont forgé la légende. Pour les accompagner dans leurs courses, il avait toutes les qualités : assurance, persévérance, efficacité. De toute sa carrière de guide, de 1946 à 1974, il ne fut contraint qu'une seule fois au bivouac. Il était un familier des hautes routes et c'est en effectuant pour la 36e fois Chamonix-Zermatt qu'il se laissa emporter par une plaque à vent. Il a  assuré la présidence des guides pendant huit ans et a effectué 72 caravanes de secours[35].

Son nom a été donné à l'une des allées du village-piéton de Chamonix-Sud.

## Pour approfondir